# 镂空

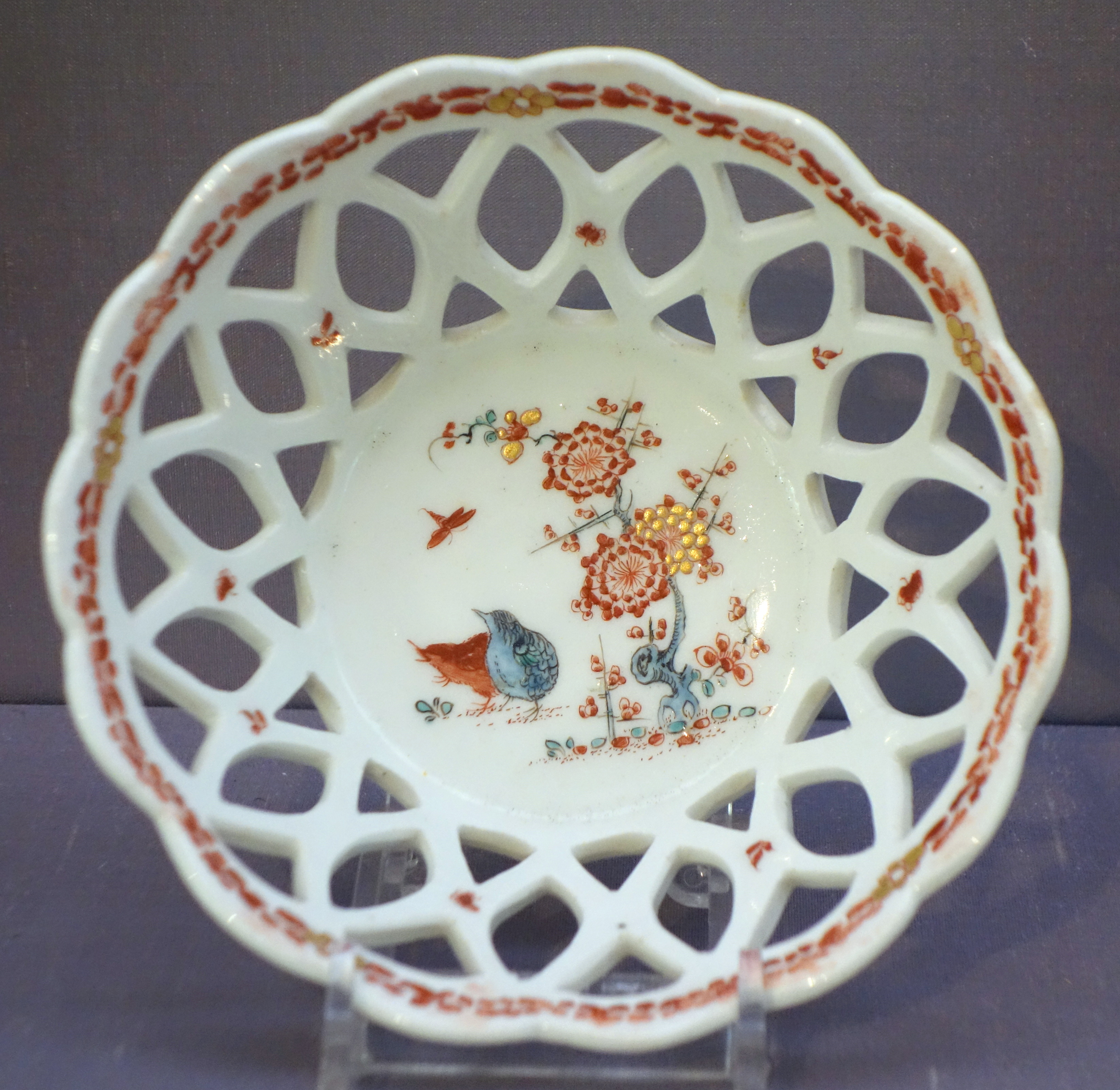
镂空花篮，英国弓瓷，约1754–1755

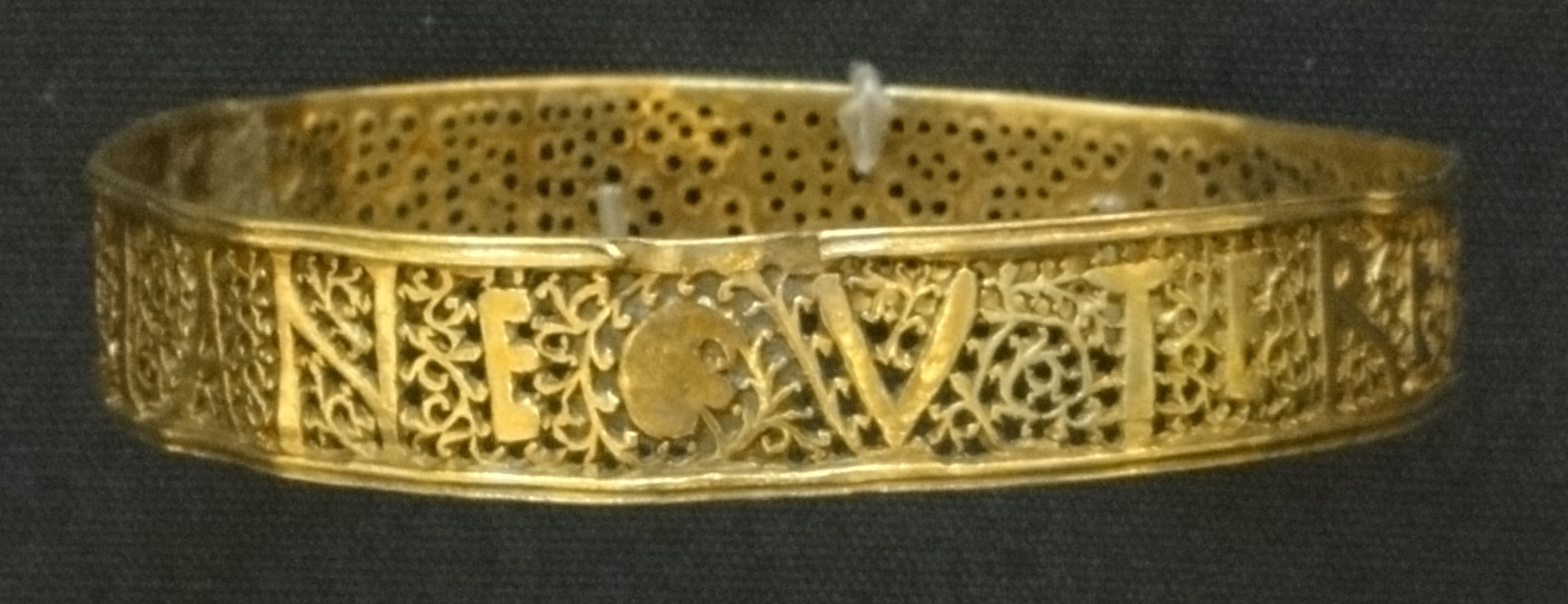
来自霍克森宝藏的古罗马金手镯。

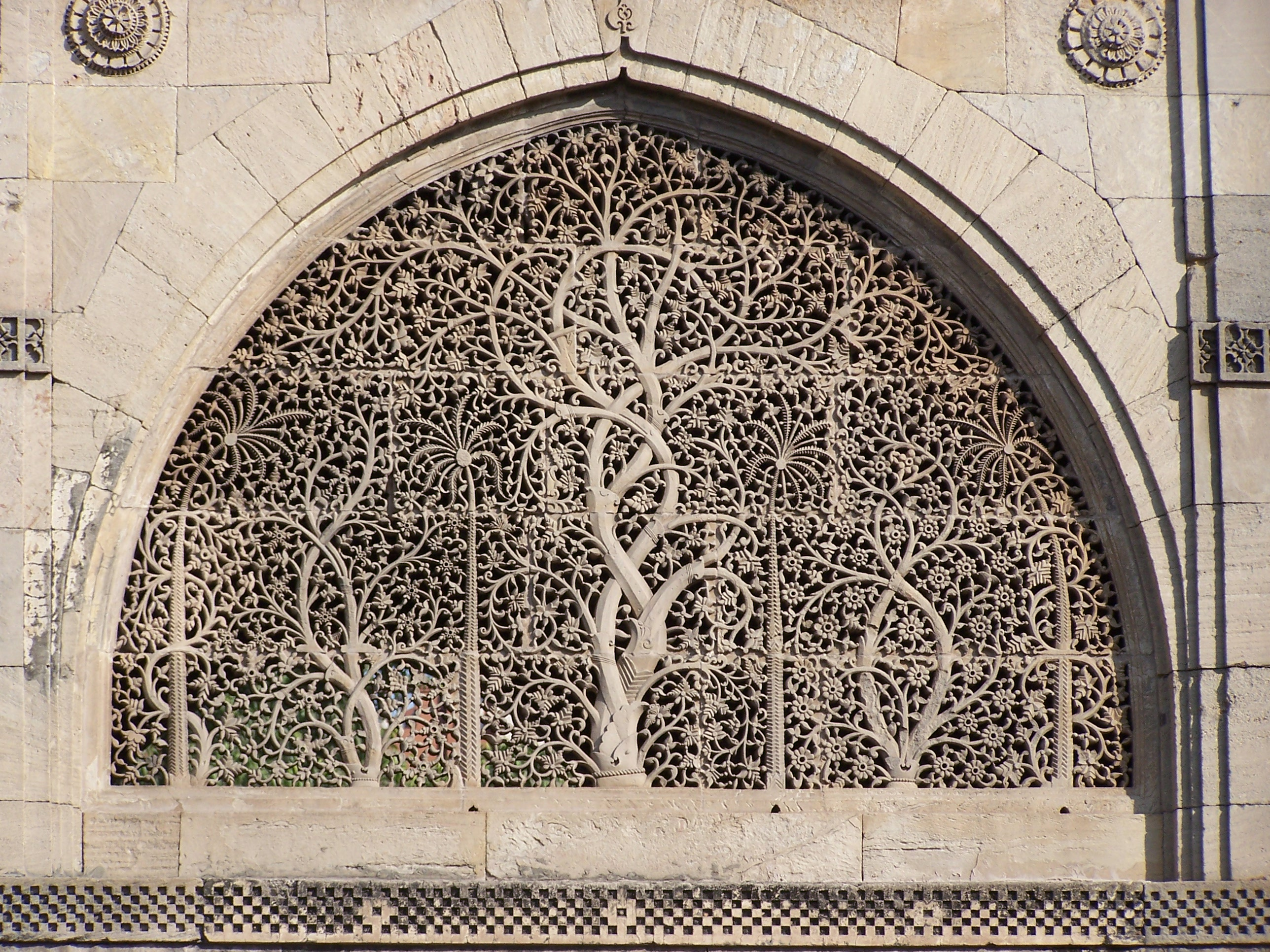
印度艾哈迈达巴德西迪赛义德清真寺的错综复杂的镂空。

镂空（英语：openwork或open-work）是艺术、建筑及相关领域中的一个术语，指的是通过在金属、木材、石头、陶器、布、皮革或象牙等固体材料上开孔、穿孔或缝隙而产生装饰的任何技术。这种技术在许多文化中都得到广泛应用。
该术语相当灵活，既可用于建筑设计，也可用于在普通材料上进行切割或打洞。同样，使用模具铸造等技术在一个阶段创建整个设计，这在镂空作品中也很常见。虽然很多镂空作品的效果是依靠观众直接看到物体，但有些作品在镂空作品的后面放置了不同的材料作为背景。

## 种类
通常使用镂空的技术或风格包括纺织品中所有的花边和剪裁类型，包括安哥拉花边和许多其他类型。木头上的镂空工艺被用于各种类型的物品。镂空工艺在珠宝中一直被大量使用，尤其是为了节省昂贵的材料和重量。例如，Opus interrasile是古罗马和拜占庭珠宝中使用的一种装饰，用打孔器刺穿细金条。其他技术使用模具铸造，或用金属丝或小金属条构建设计。基本上扁平的物体很容易用粘土或其他材料的模具来铸造，这种技术在中国古代就已经知道了，大约在公元前1600年至1046年的商朝之前。在更大规模的金属制品中，锻铁和铸铁的装饰往往用到镂空。
斯泰基金属制品通常佩戴在人身上，或至少由马车携带，大量使用镂空，可能部分是为了减轻重量。Sukashibori（大致翻译为“透视作品”）是日本术语，涵盖了许多在日本艺术中非常流行的镂空技术。
在陶器中，如果排除筛子之类的器物（西方从古典时期就有镂空的底座），装饰性镂空长期以来一直是东亚陶瓷的主要特征，韩国陶瓷从很早就开始特别喜欢这种技术。在18世纪之前的欧洲陶瓷中很少使用它，当时主要使用格子面板的设计在洛可可式陶瓷“篮子”中流行，后来在英国银托盘中也很流行。镂空部分可以通过在烧制前切割成传统的实体来制作，也可以通过使用粘土条来制作，后者通常在模仿松散的柳条制品时使用。在玻璃中，镂空不太常见，但壮观的古罗马笼形杯将其用作装饰性外层。
某些类型的物体自然适合甚至需要镂空，这样可以让空气流过屏风、炉子或香炉、绒球、洒水器、通风格栅和面板，以及供暖系统的各个部分。对于外部幕墙，镂空设计允许向外看，但不能向内看。对于大门和其他类型的幕墙，需要安全性，但也可能需要可视性。

## 建筑学
在建筑中，镂空有多种形式，包括窗饰、栏杆和女儿墙，以及多种屏风。在伊斯兰世界特别常见的各种屏风类型包括石材贾里和木头等同物，如马什拉比亚。壁炉和钟楼通常包括开放式或半开放式元素，以便在远处听到声音，而且这些通常被用作装饰用途。在哥特式建筑中，一些整个尖顶都是镂空的。沙特尔大教堂西侧的两个尖顶中，较晚的一个大部分是镂空的。除了石头和木头之外，材料的范围还包括砖，它可用于窗户（通常不上釉）和屏风。巴黎的埃菲尔铁塔等建筑也被描述为镂空。在这里，镂空结构对工程至关重要，它不仅减轻了重量，还减少了风阻。
从14世纪早期弗莱堡大教堂的尖顶开始，其中穿孔的石雕由铁箍固定在一起，根据罗伯特·博克的说法，镂空尖顶代表了“哥特式结构倾向的激进但合理的延伸”。安东尼奥·高迪在巴塞罗那圣家堂的18个镂空尖顶代表了这种哥特式趋势的产物。由高迪于1884年设计并开始建造，直到21世纪仍未完成。

## 图片集

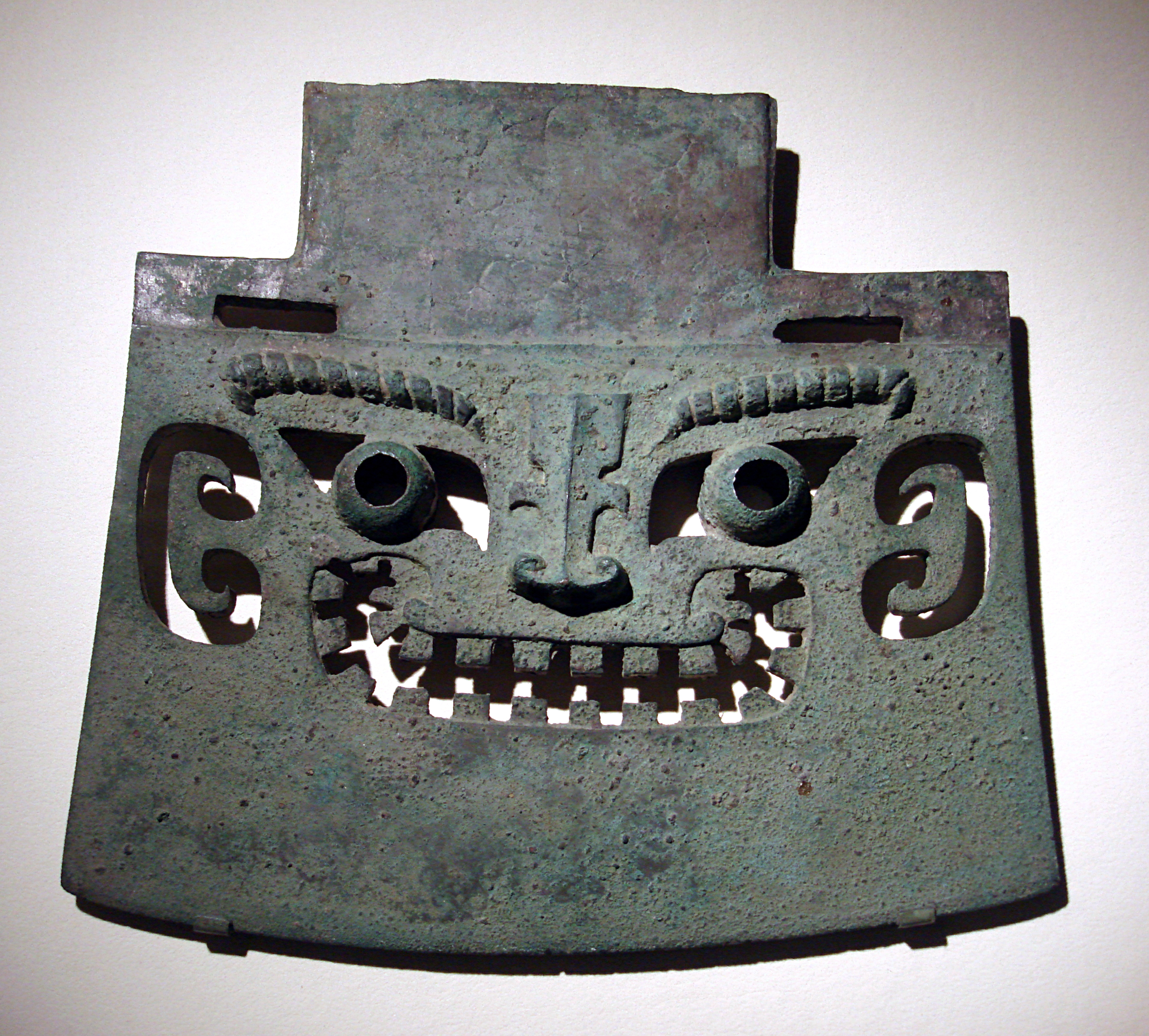
中国青铜斧头，商代
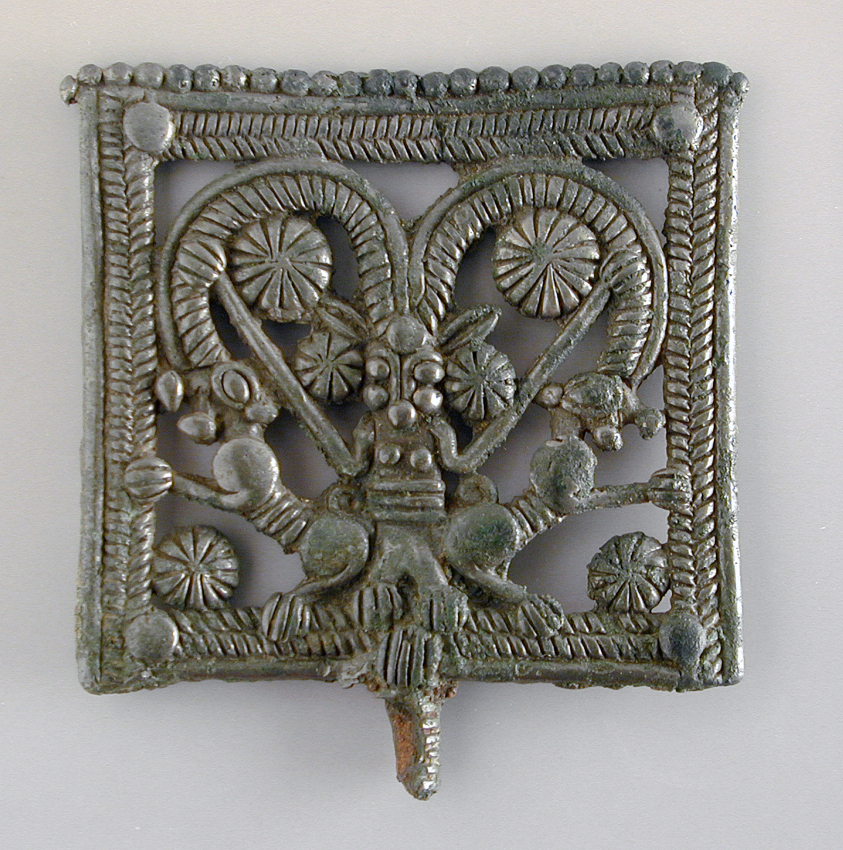
铸造的卢里斯坦青铜镂空针头，伊朗，约公元前1000 – 650年
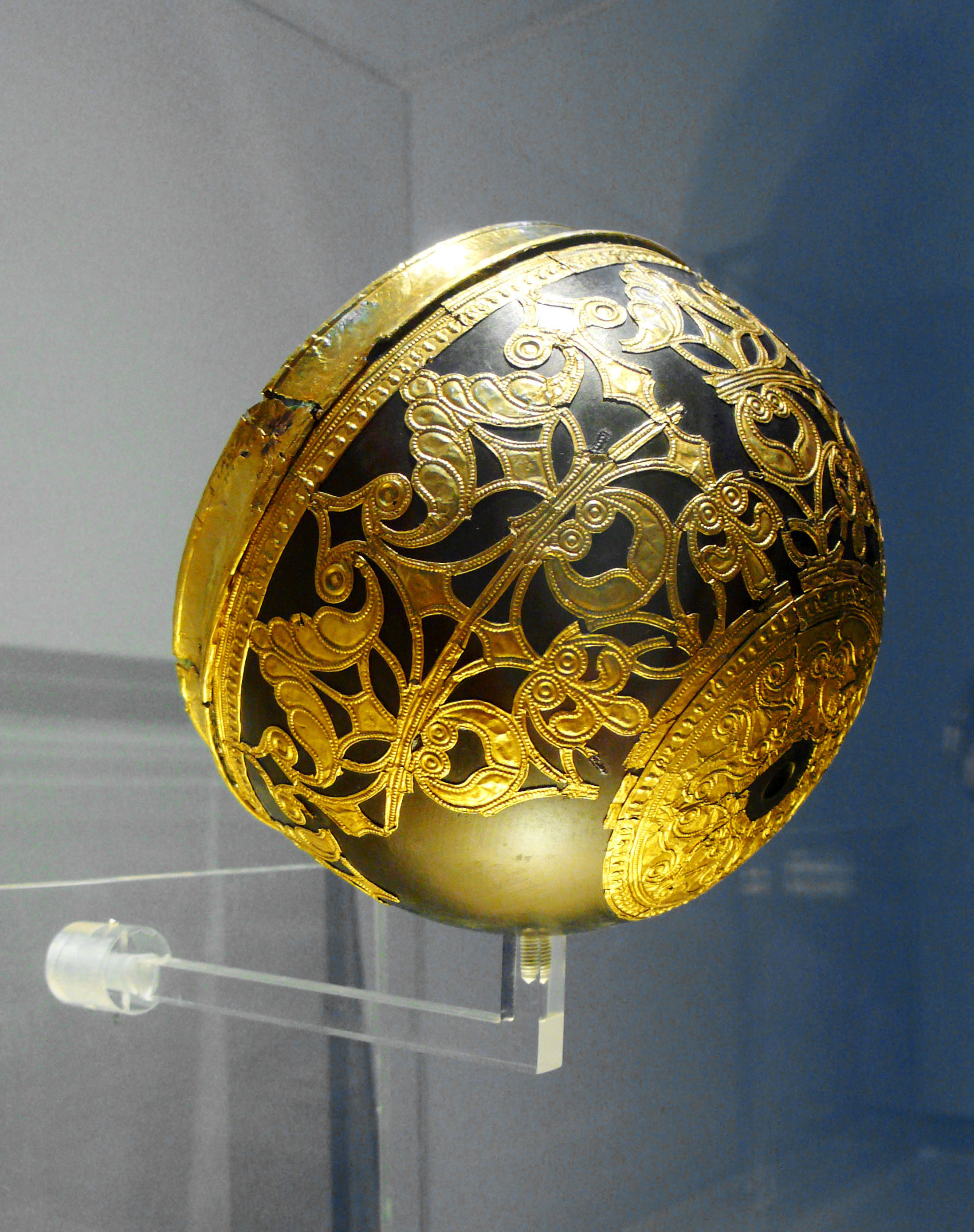
凯尔特装饰性金镶嵌，约公元前 420 年
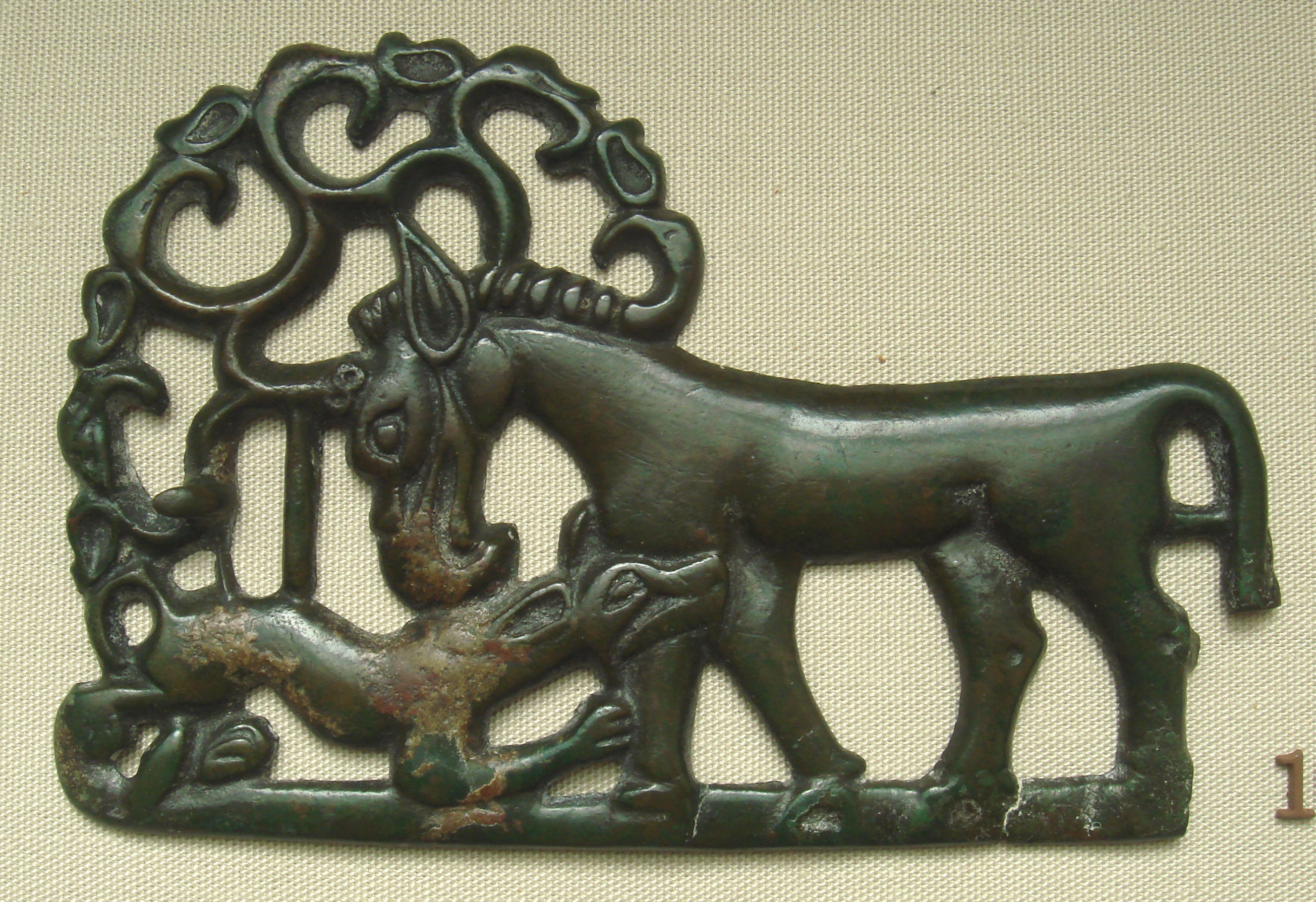
青铜鄂尔多斯文化牌匾，来自斯基泰艺术的东端，公元前4世纪；一只被狼袭击的鹿
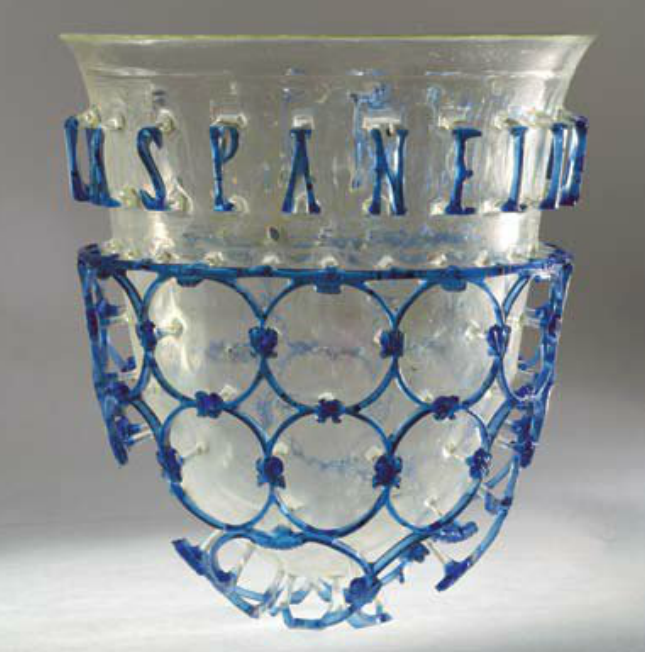
在黑山发现的4世纪罗马玻璃笼杯
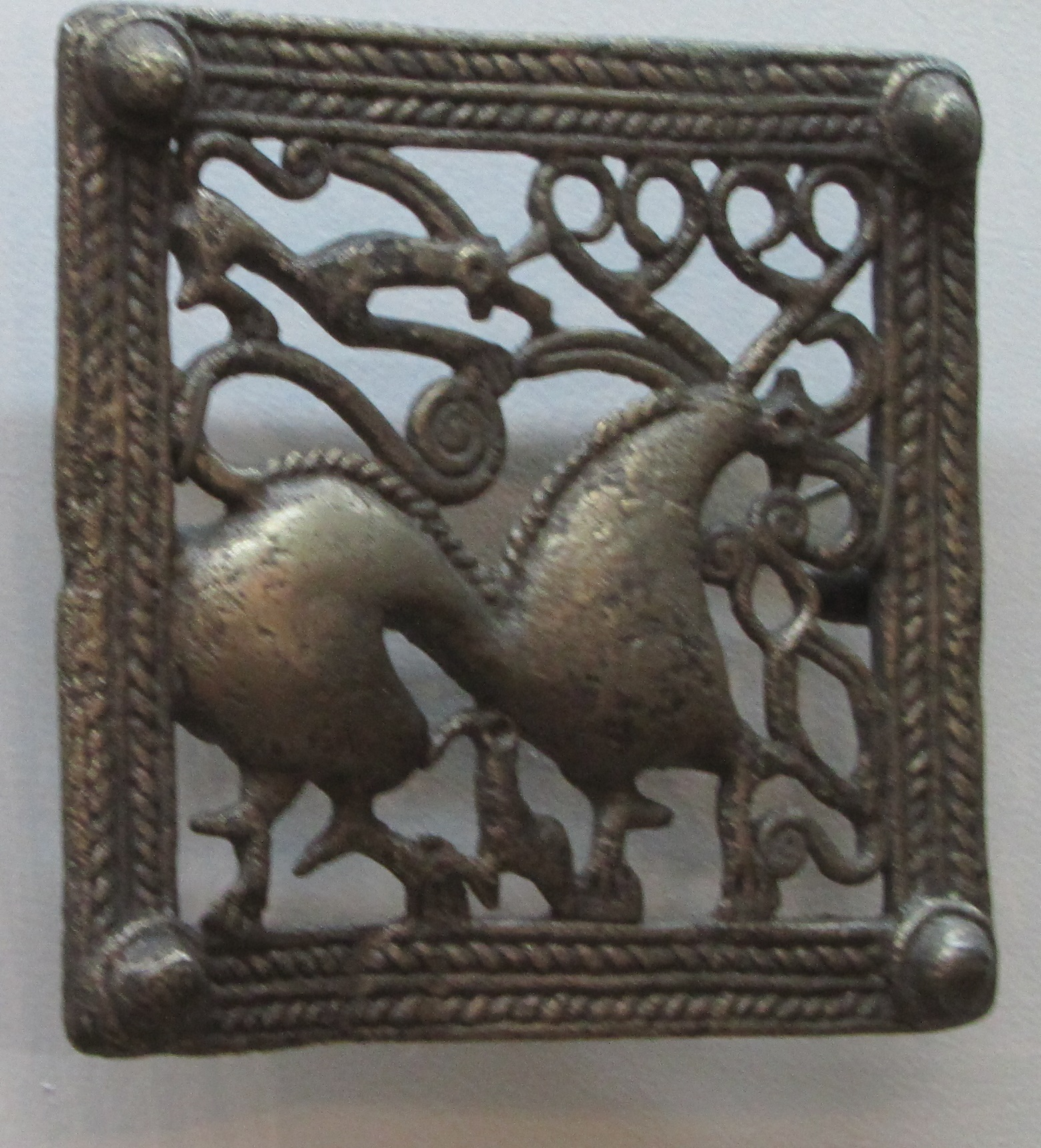
青铜扣，格鲁吉亚，公元1至4世纪
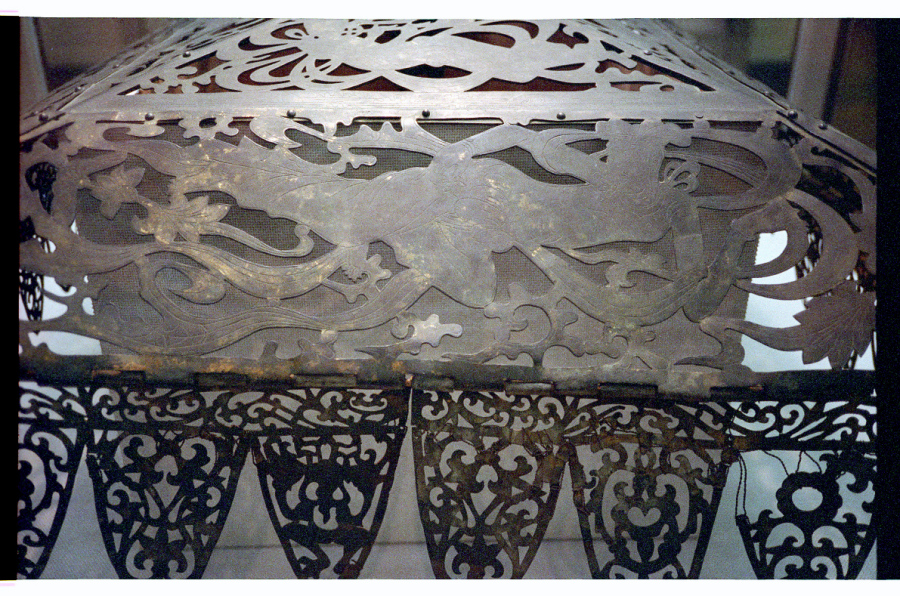
日本华盖仪式祭祀旗帜，镀金青铜，7世纪
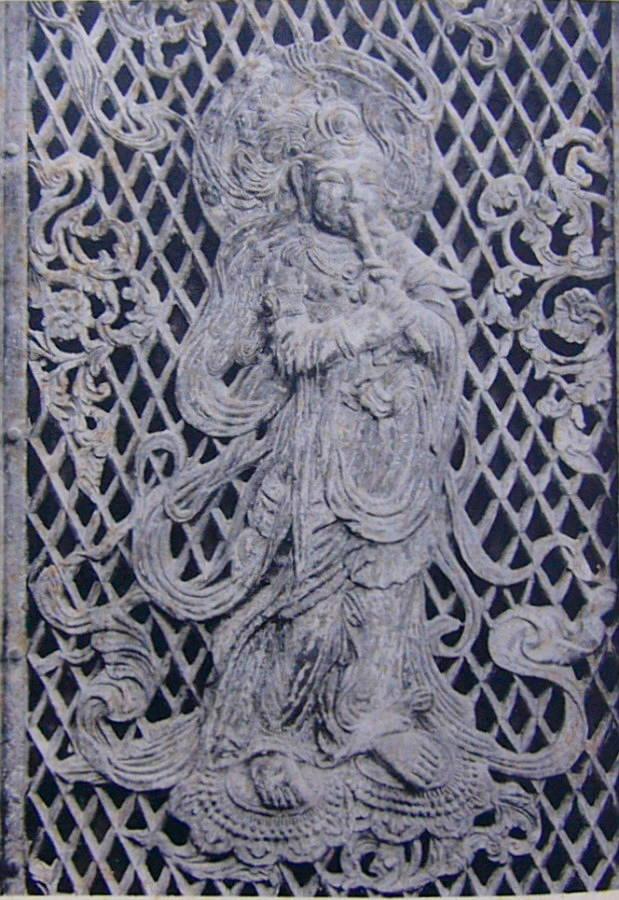
东大寺，8世纪
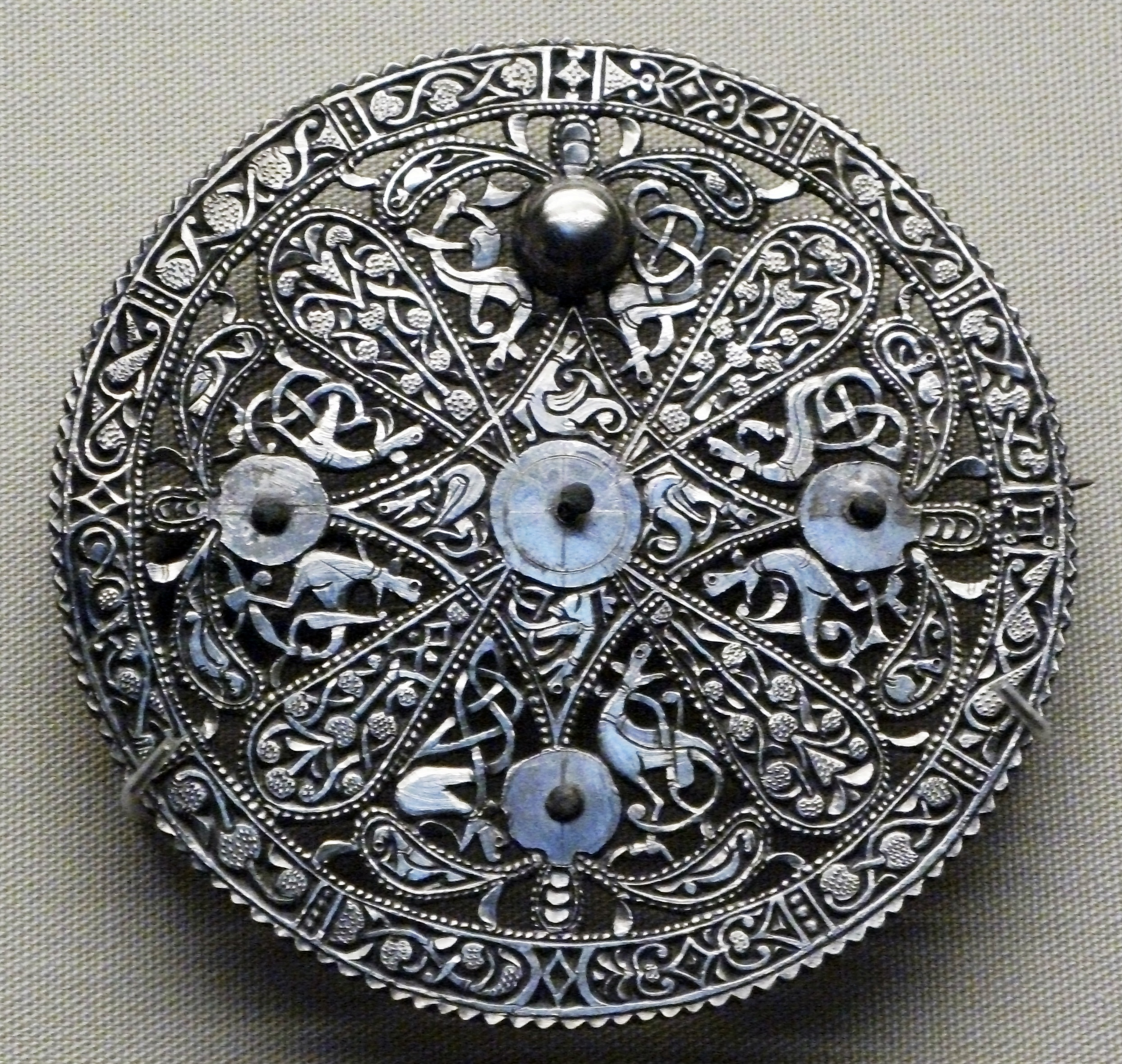
彭特尼宝藏中的盎格鲁撒克逊胸针
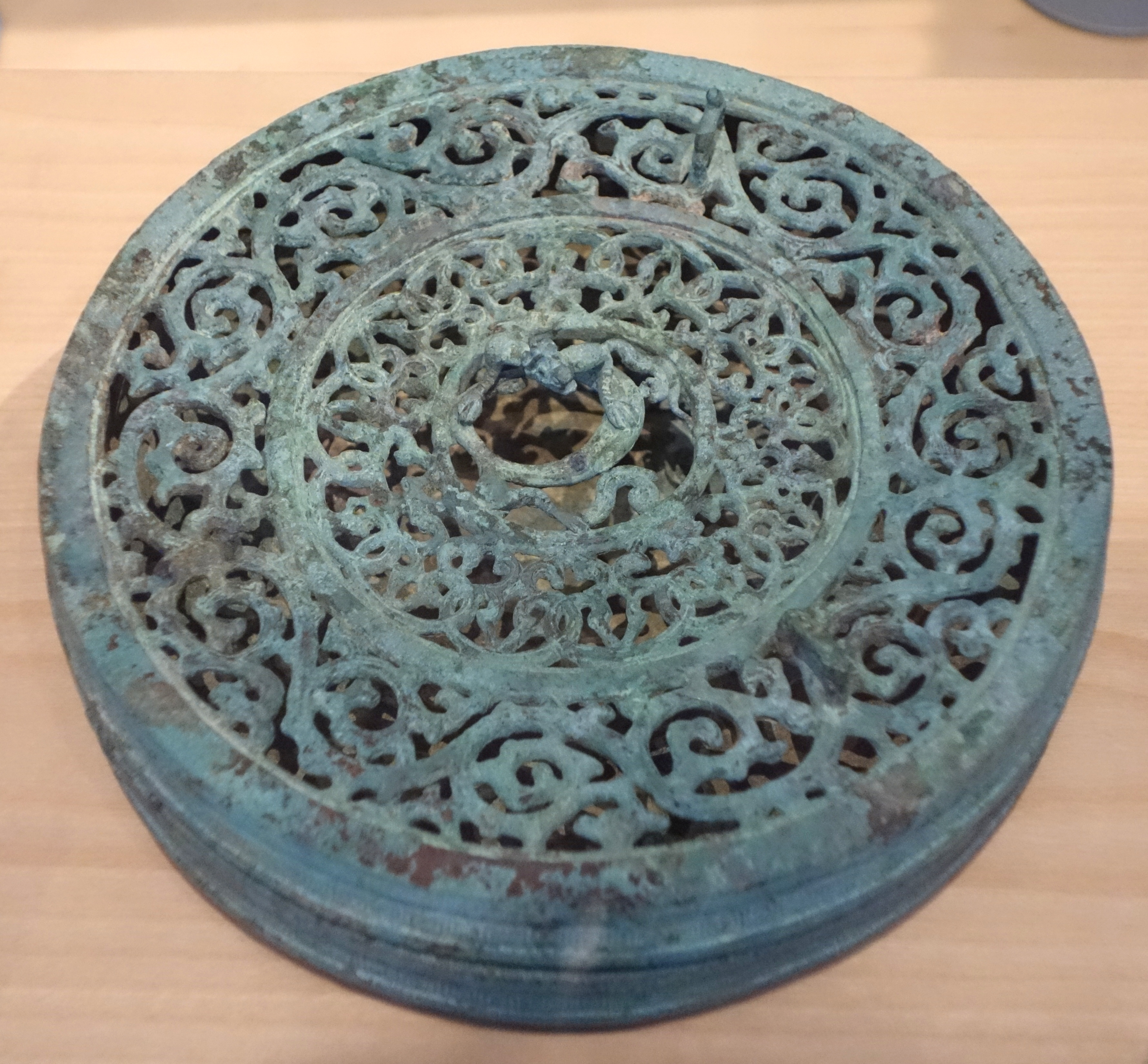
带镂空盖子的香盒，韩国，高丽王朝，11–12世纪，青铜
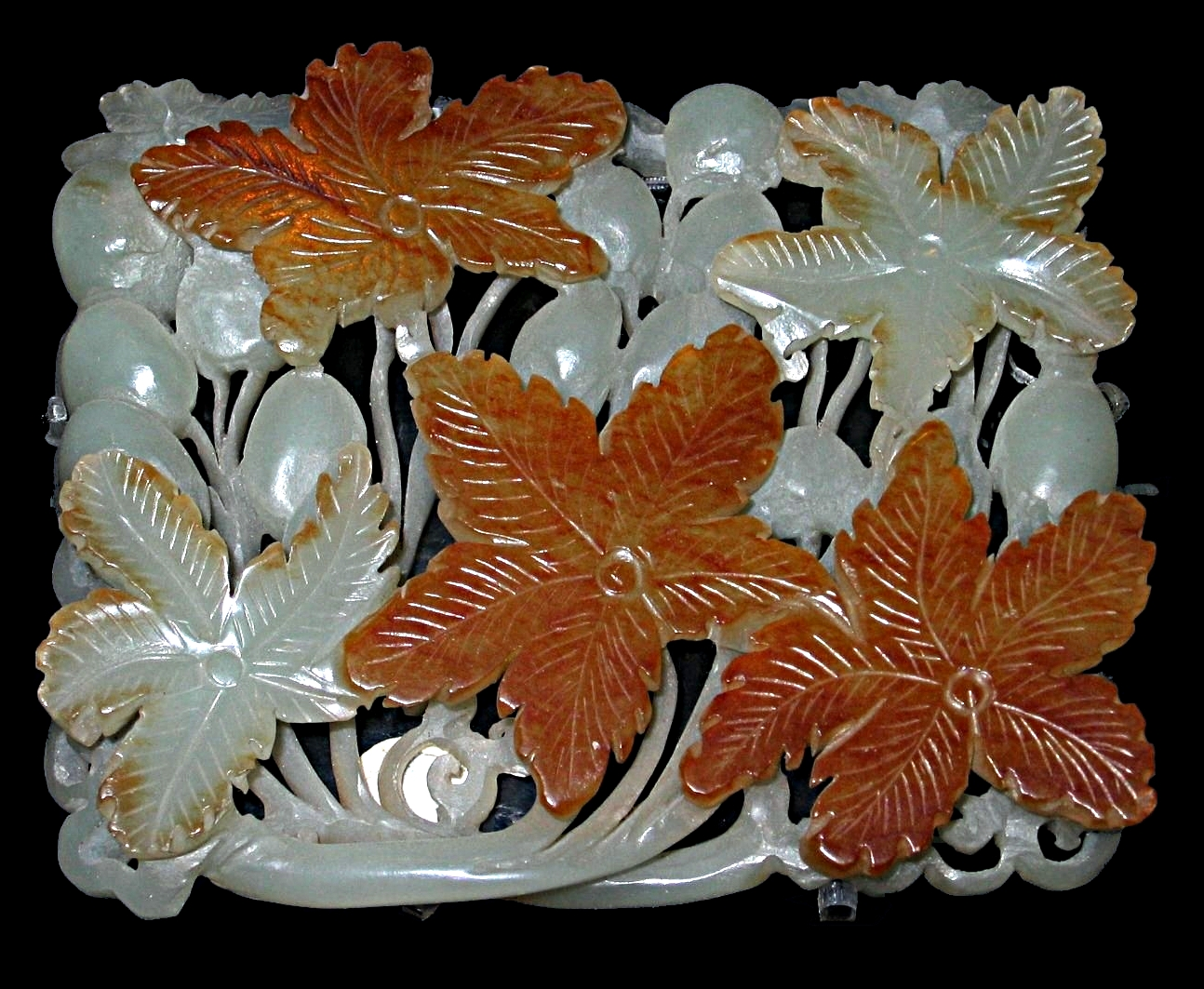
中国藤蔓玉饰，晋代
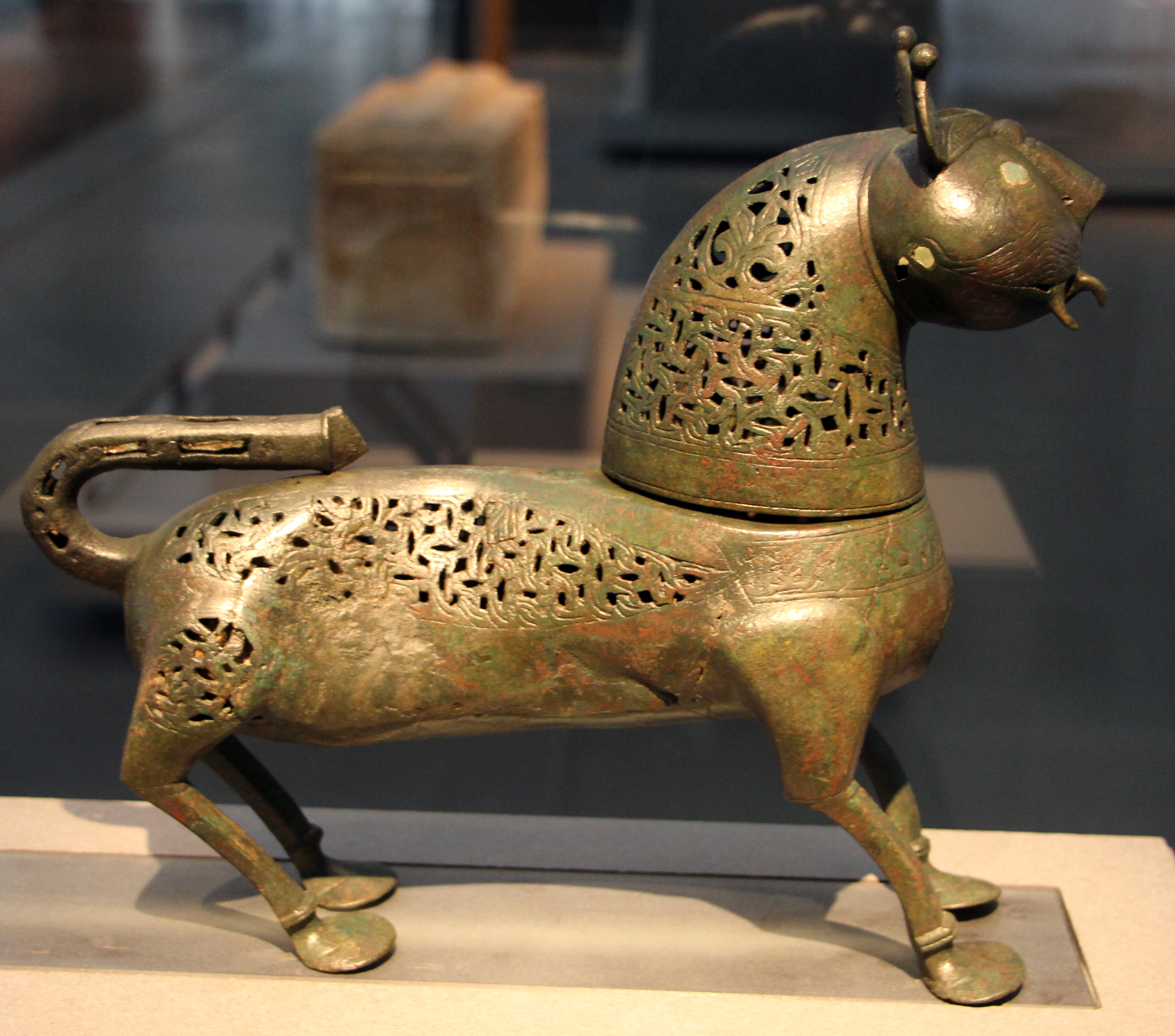
波斯香炉，约11世纪
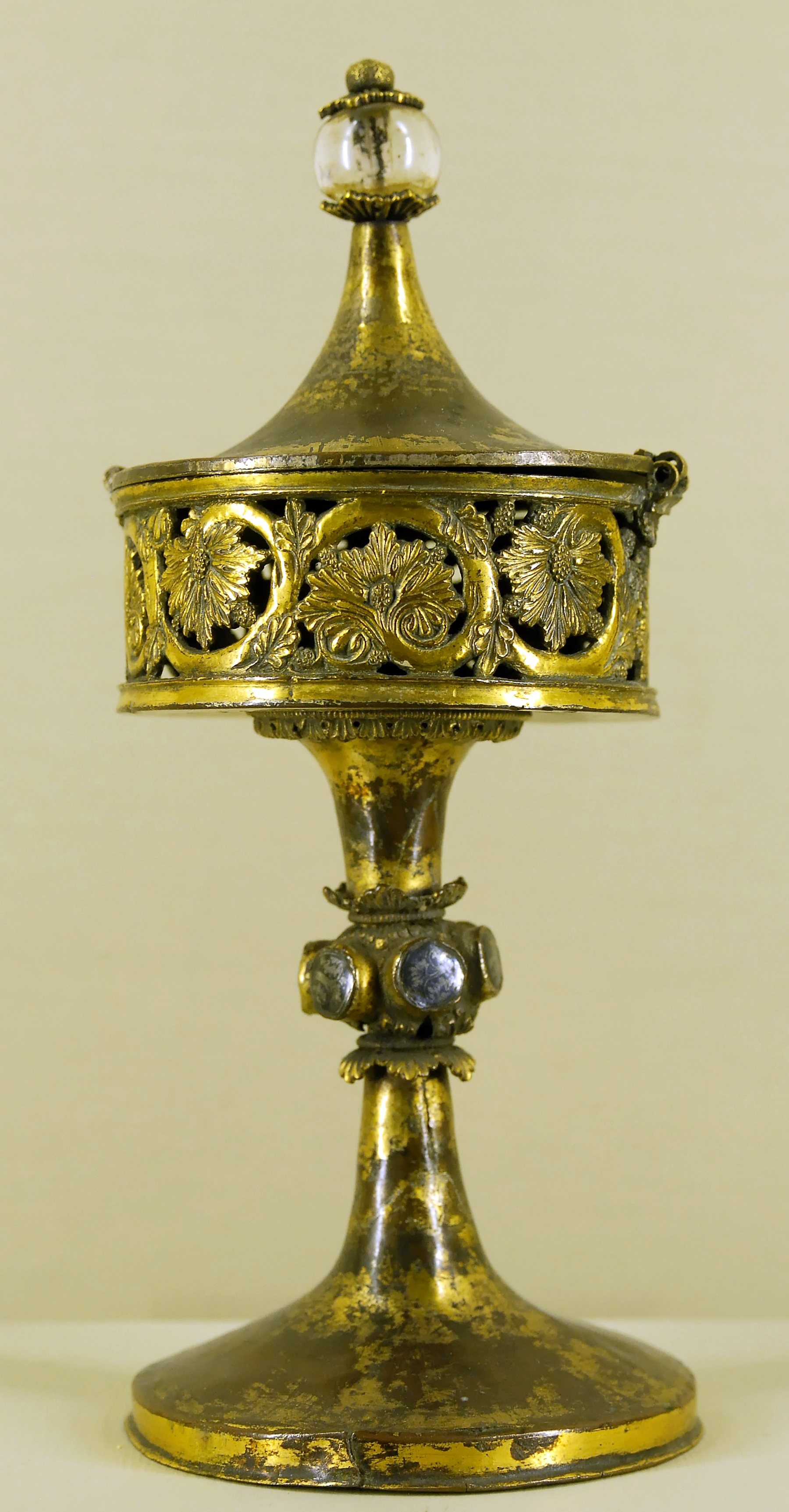
法国，1220 – 1240
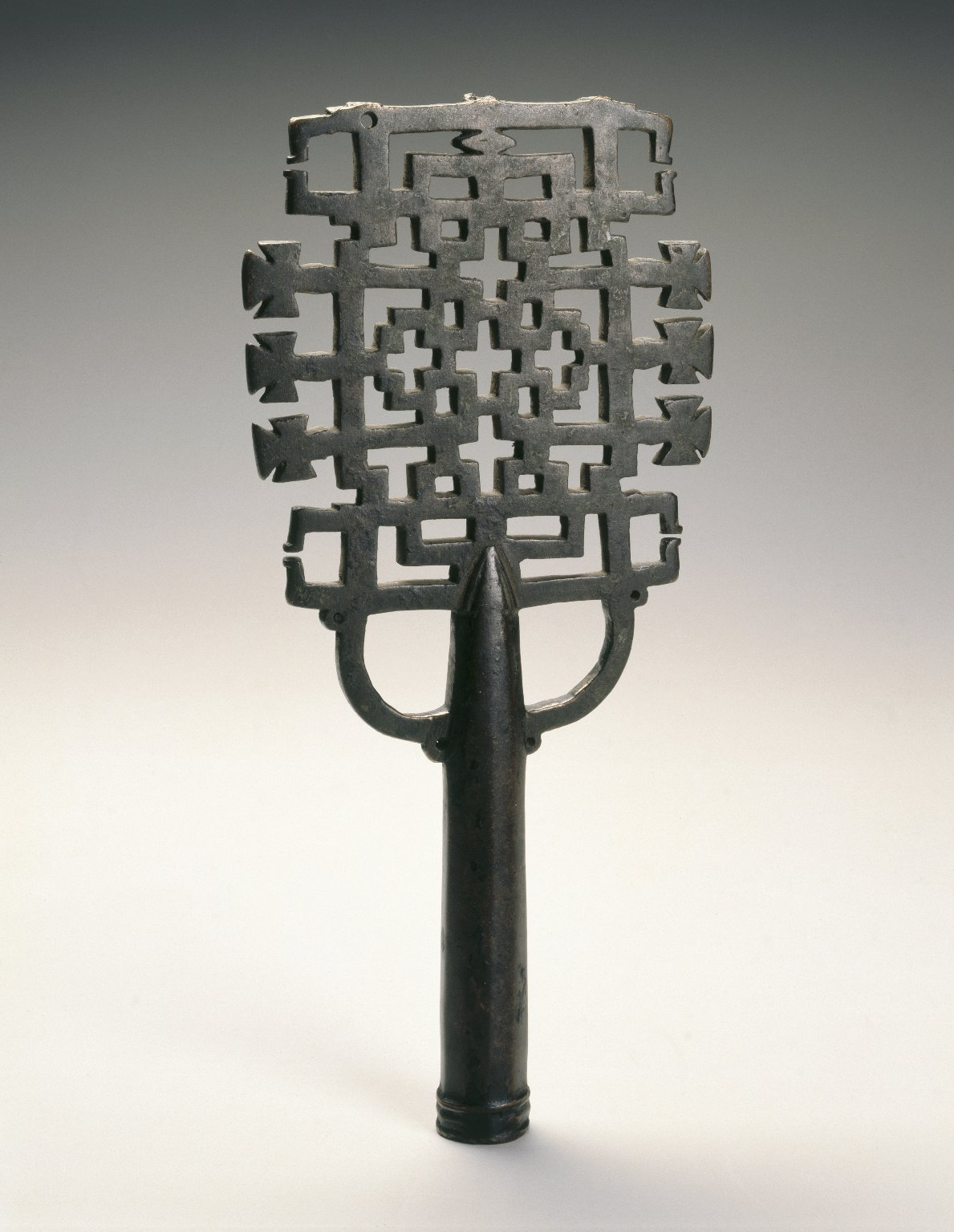
埃塞俄比亚游行十字架的头像，13或14世纪
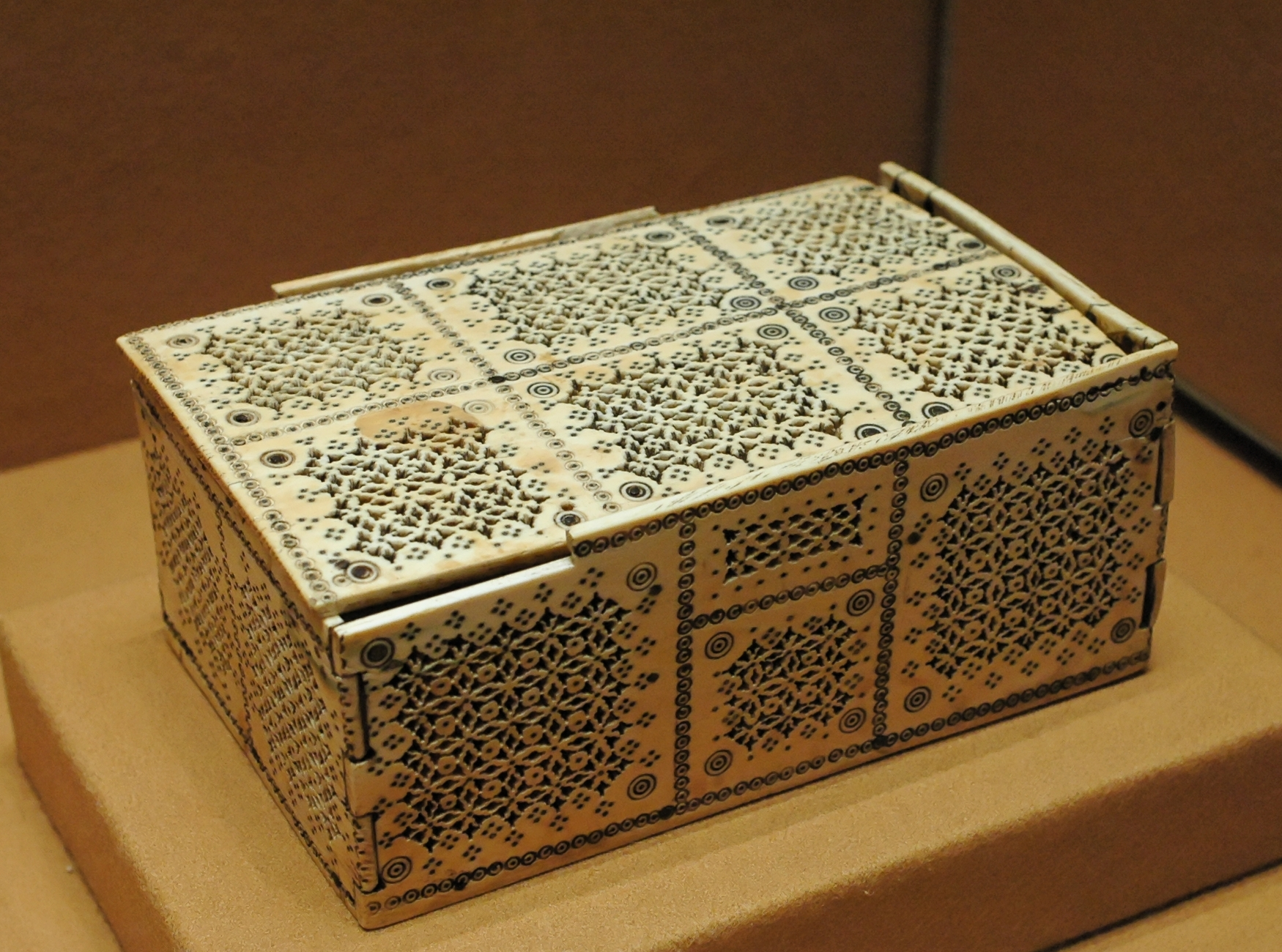
象牙箱子，伊斯兰西班牙或埃及，13或14世纪
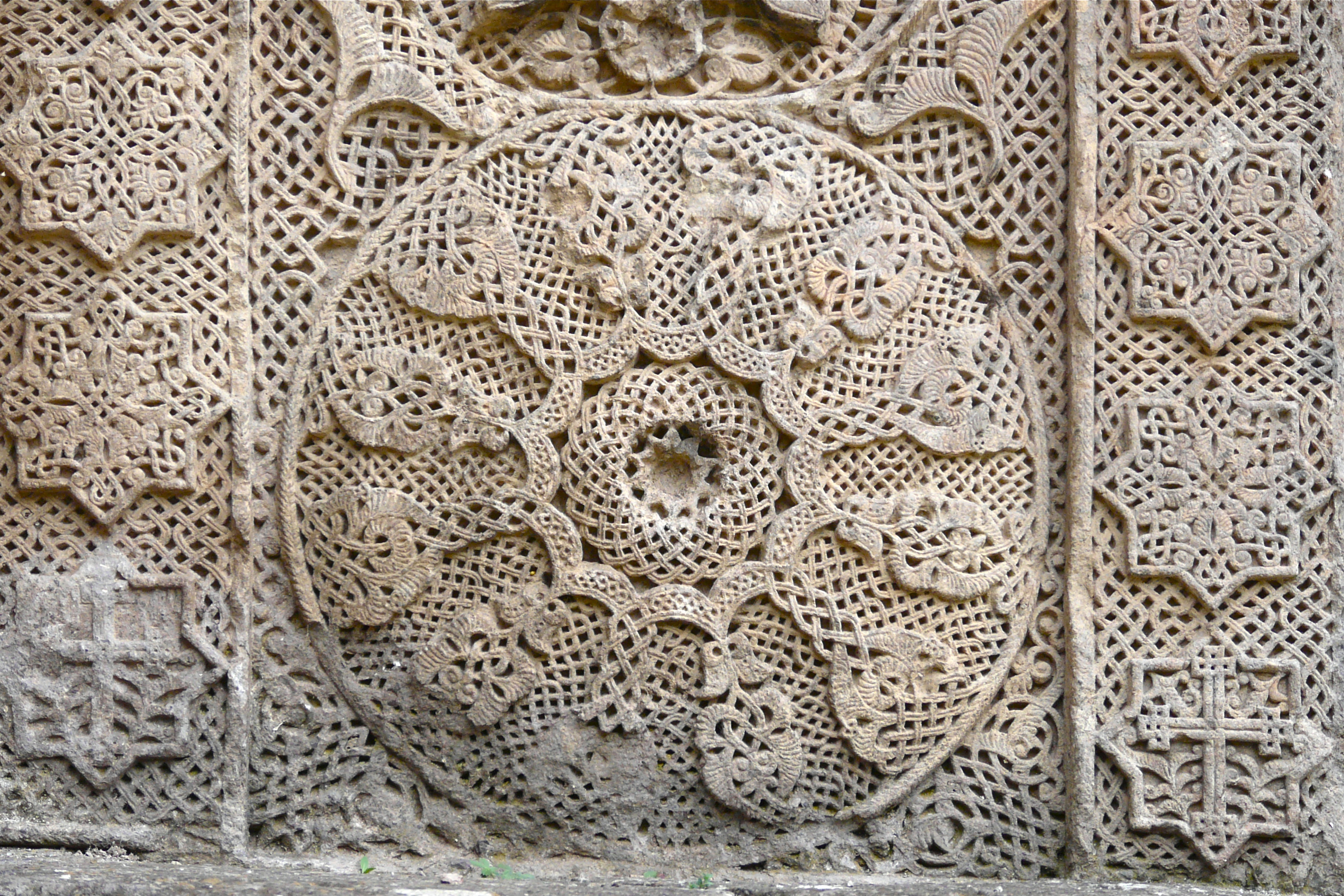
戈沙万克的亚美尼亚十字架石细节图，1291年。装饰没有直接切穿石板，因此这是严格意义上的浮雕，给人一种镂空的印象。
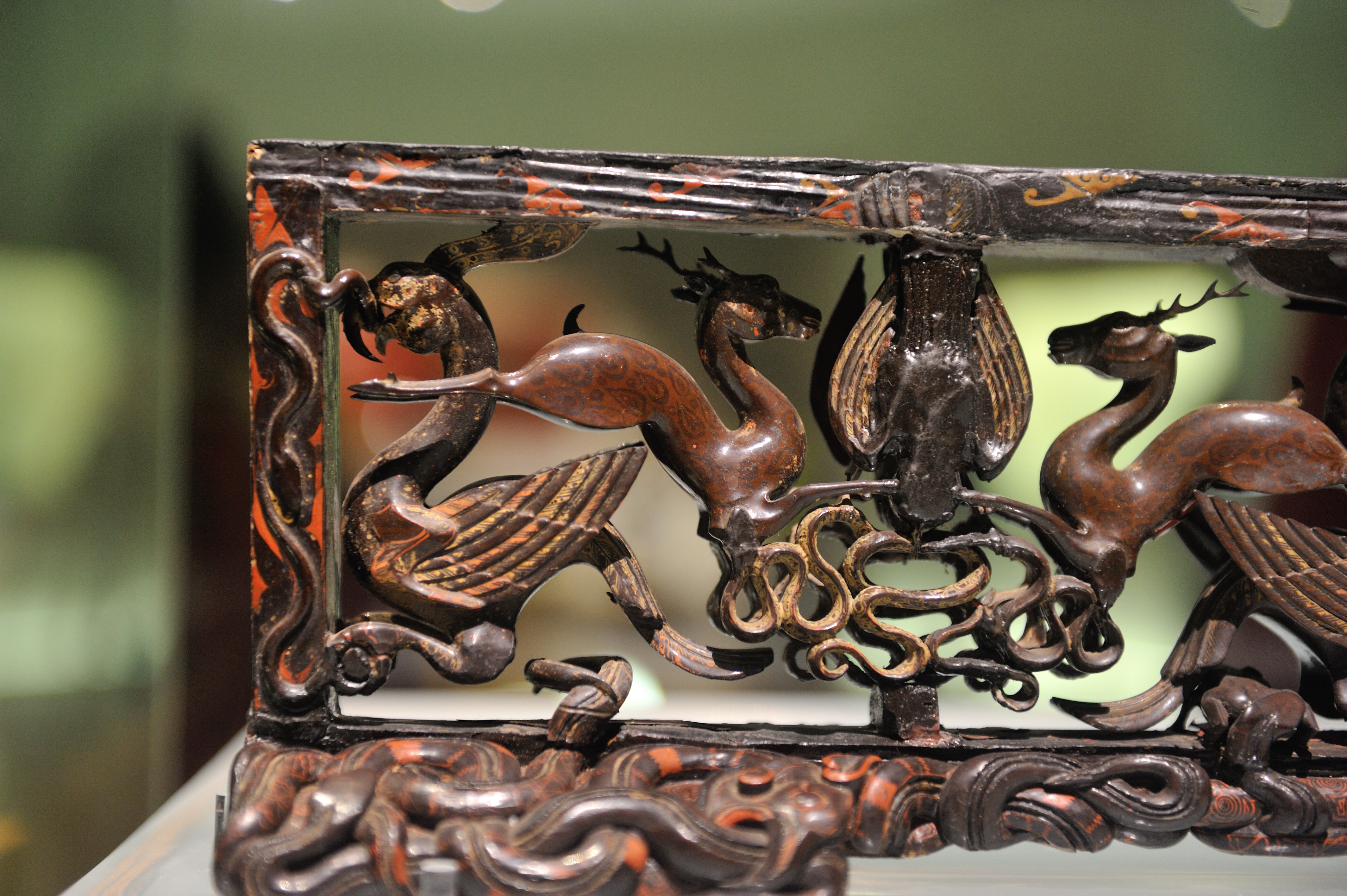
中国木漆屏风
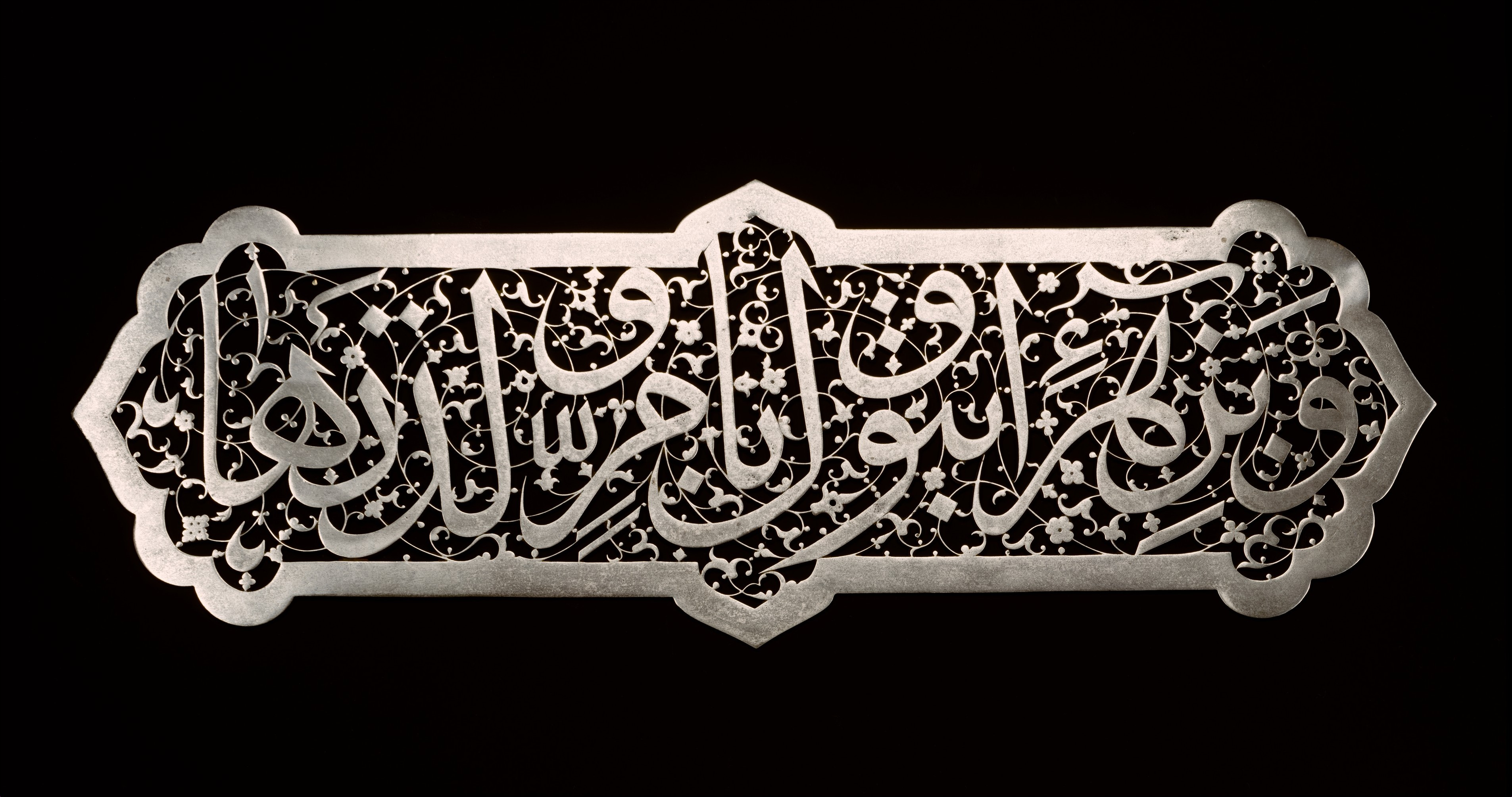
来自伊朗的钢匾。一套8件中的一件，可能用于固定在木头上，可能在皇家陵墓中，17世纪
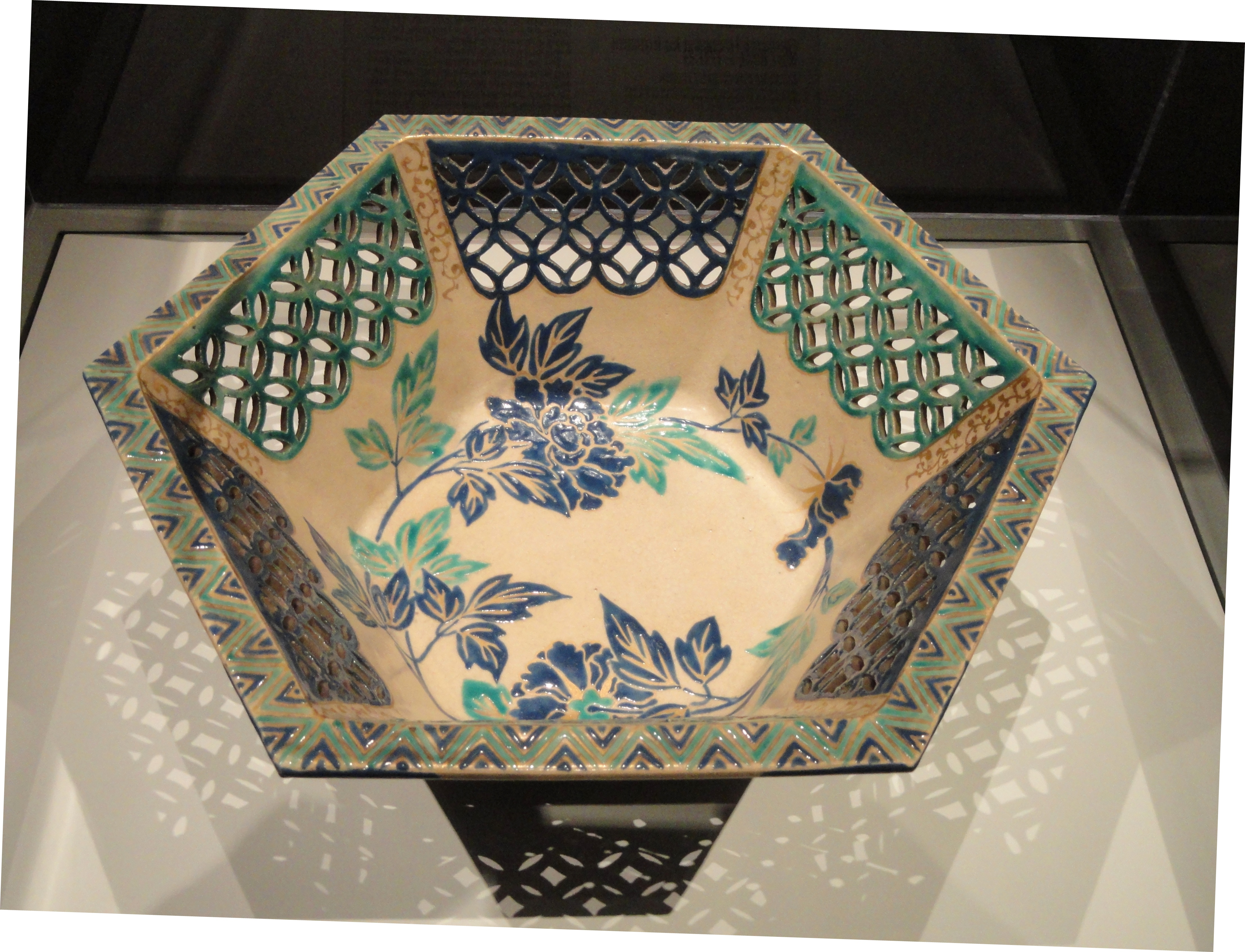
镂空六角形碗，约1731 – 1752，日本，艺术家不详，釉上彩炻器
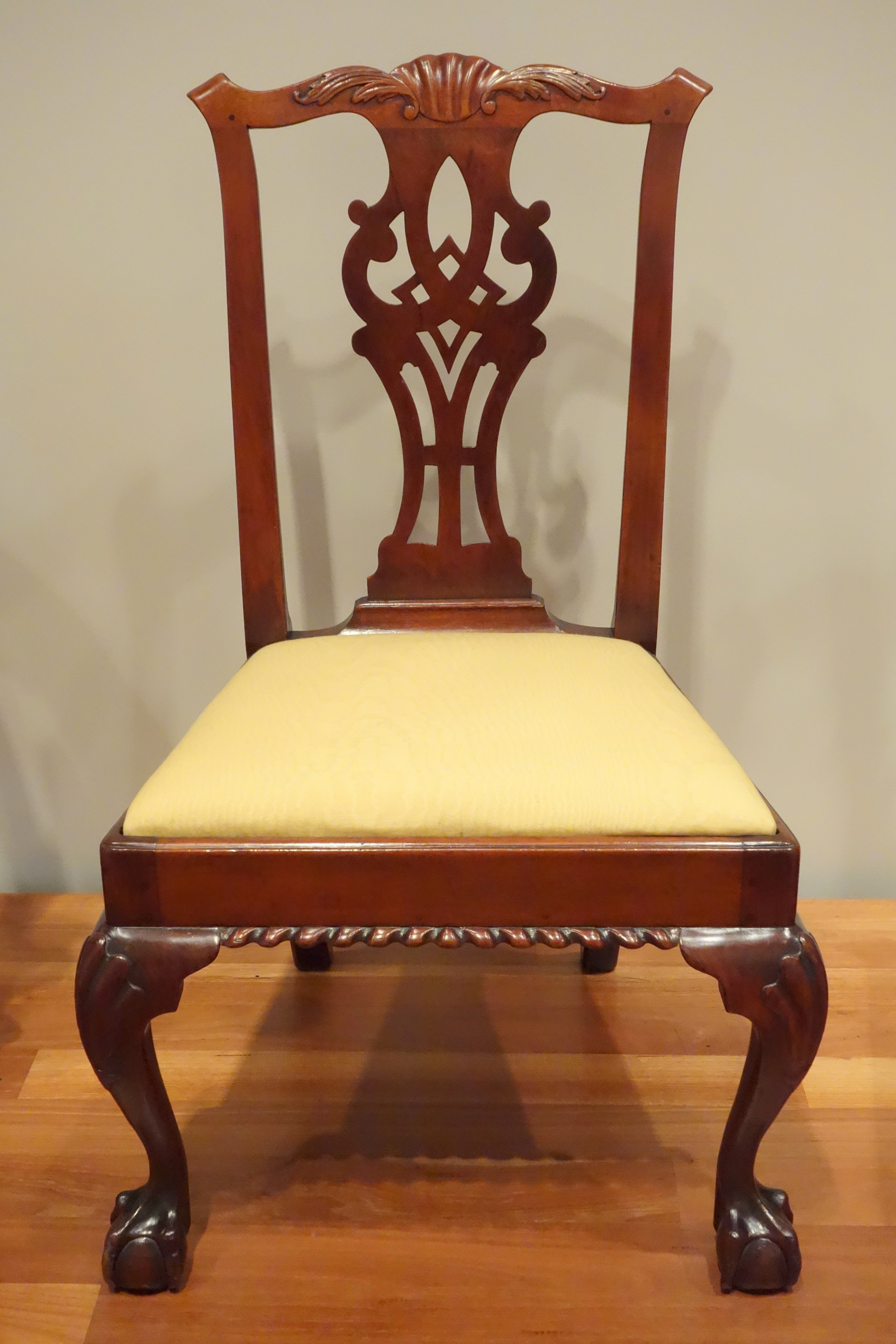
美国椅子，1760 – 80，由托马斯·齐本德尔设计
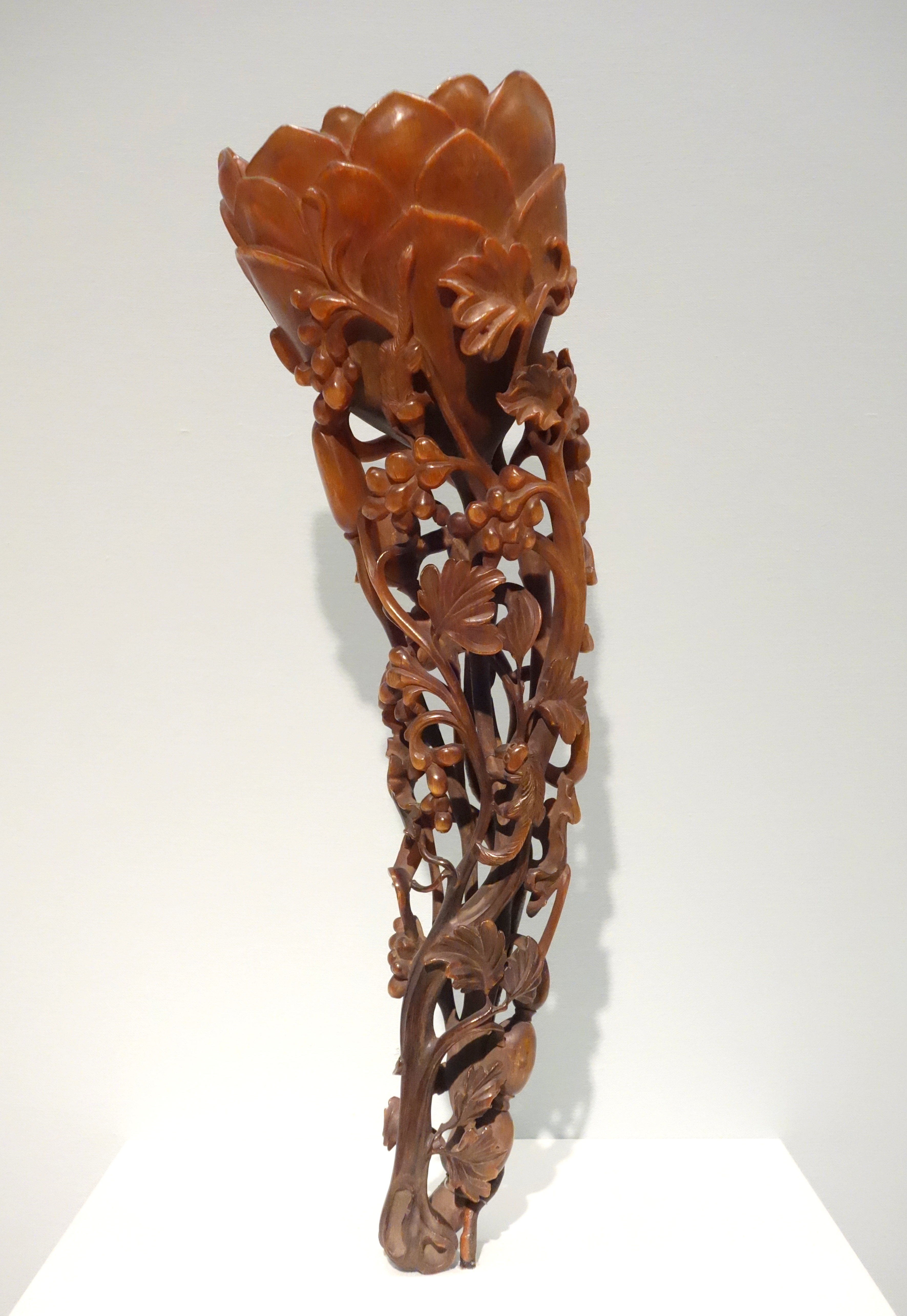
带镂空把手的莲花杯，中国，大概公元19世纪，犀牛角
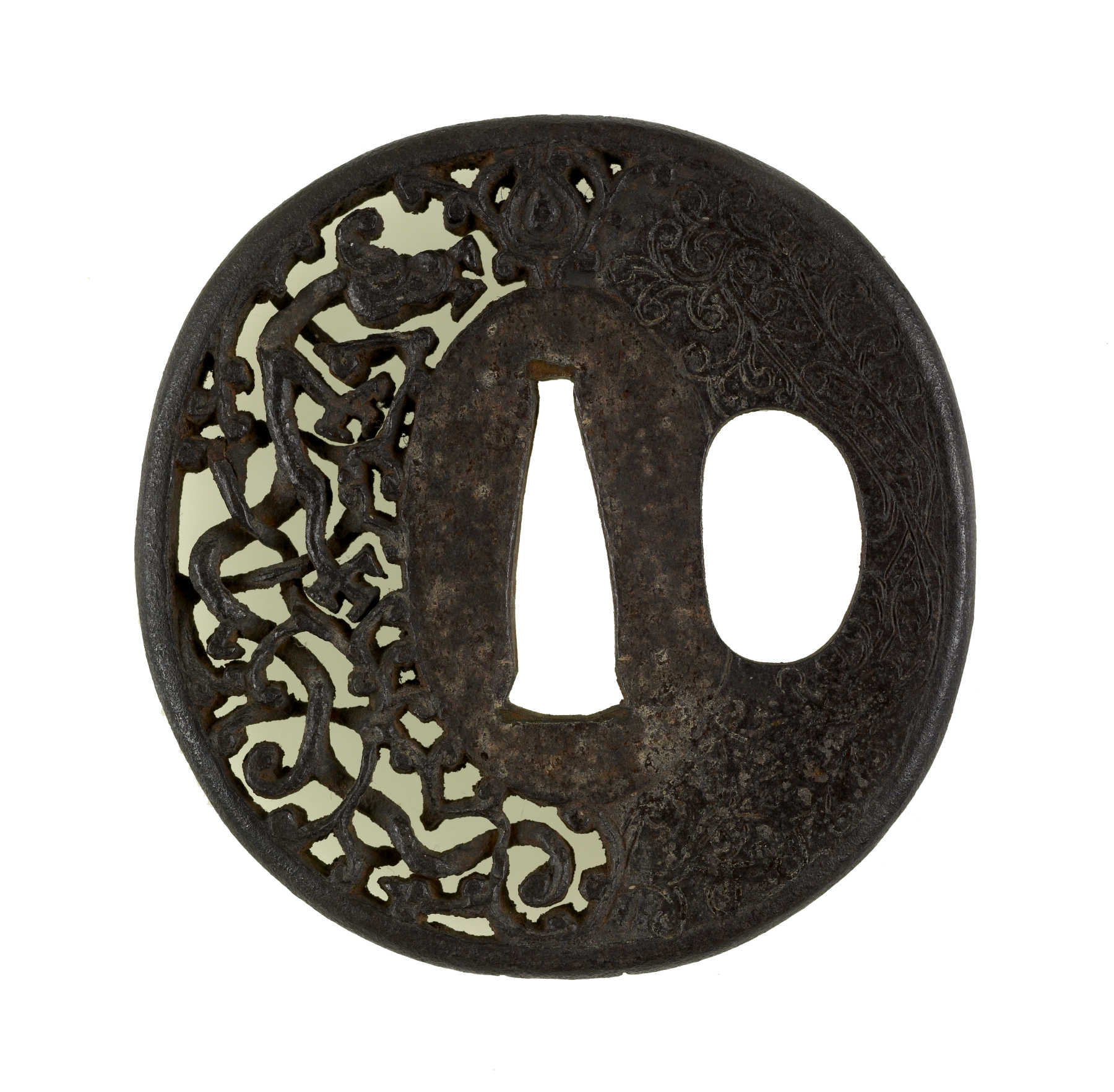
日本翼刀，19世纪初
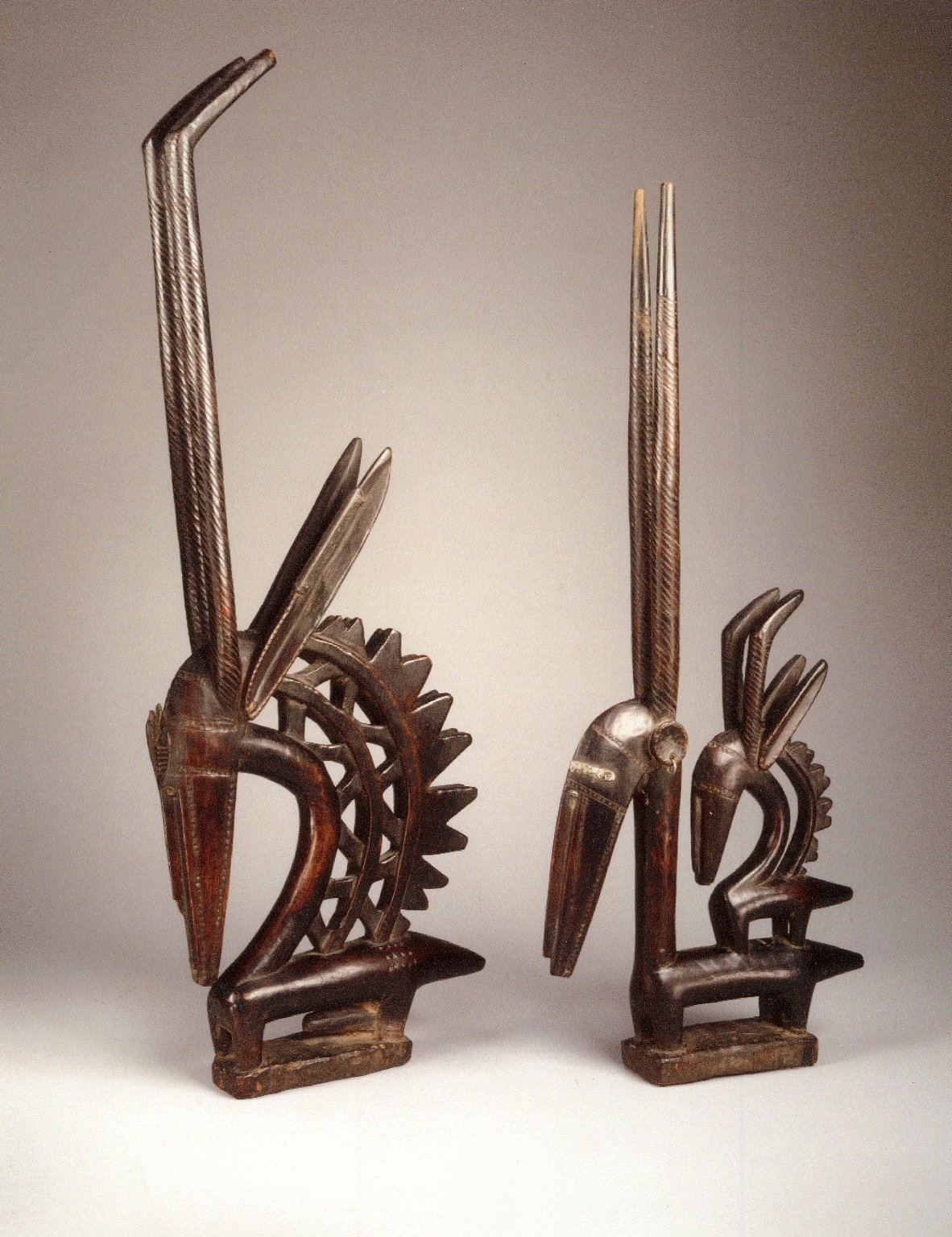
非洲舞者的头饰，木头
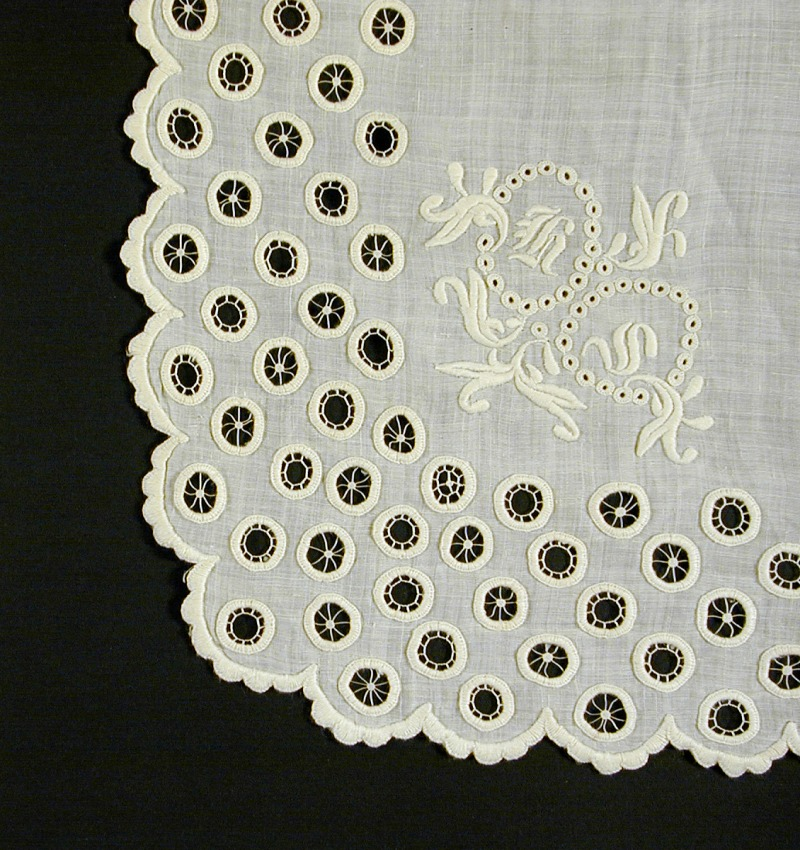
纽扣刺绣手帕细节。德国或瑞士，19世纪。

### 建筑图集

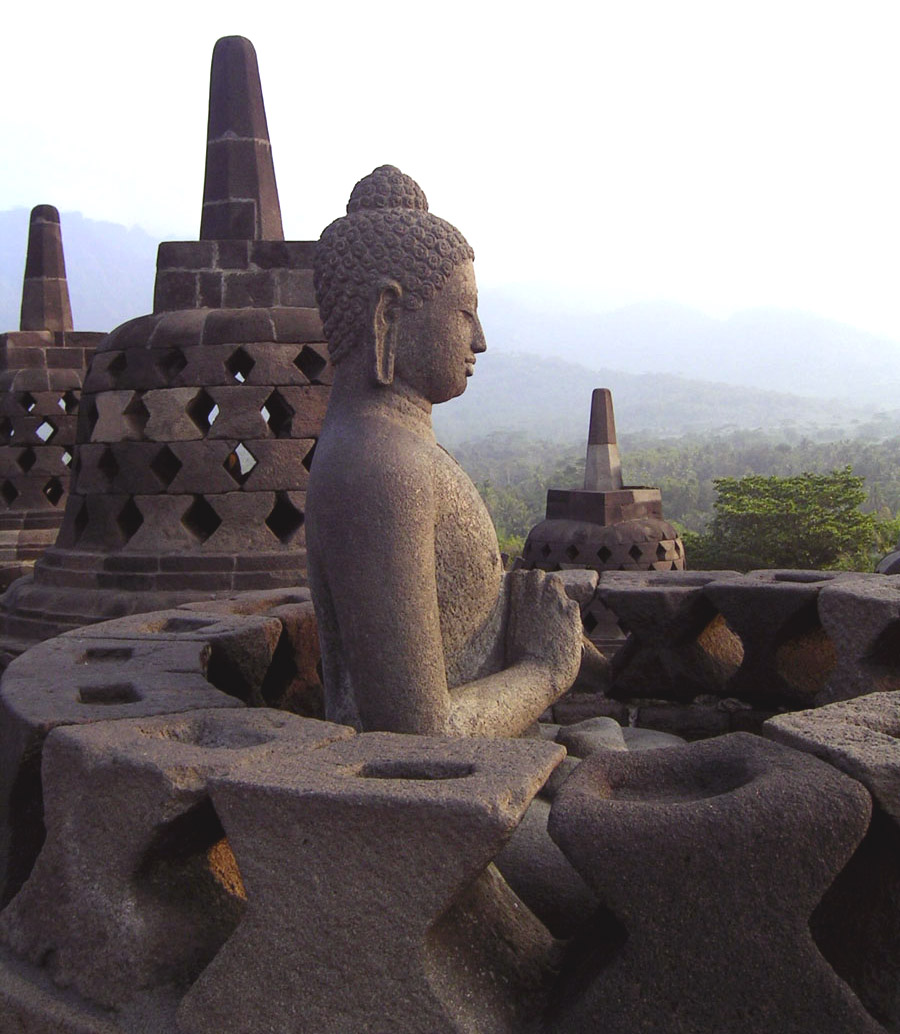
在婆罗浮屠，数百尊佛像坐落在镂空佛塔内。
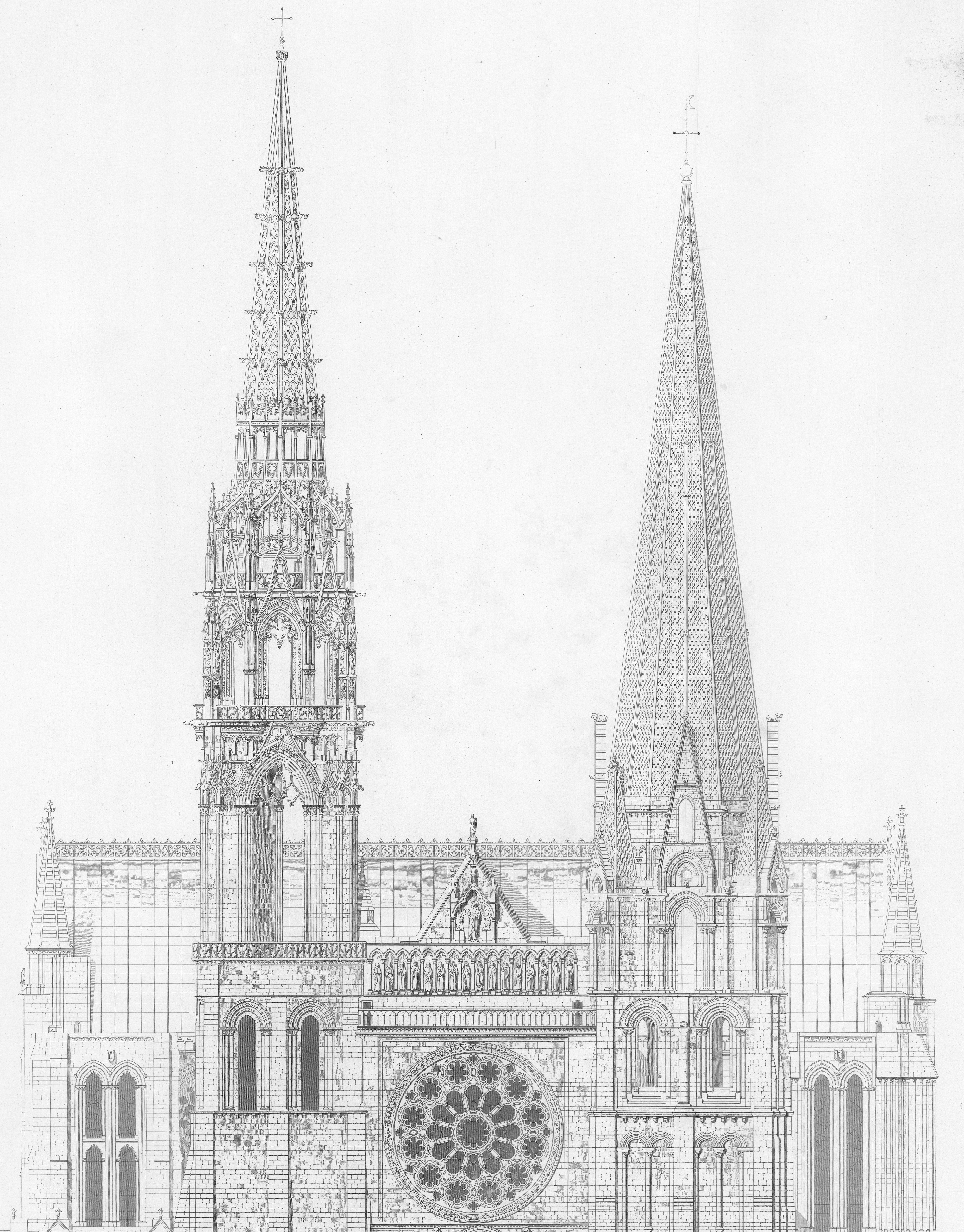
沙特尔大教堂西侧。左边的塔主要是镂空的
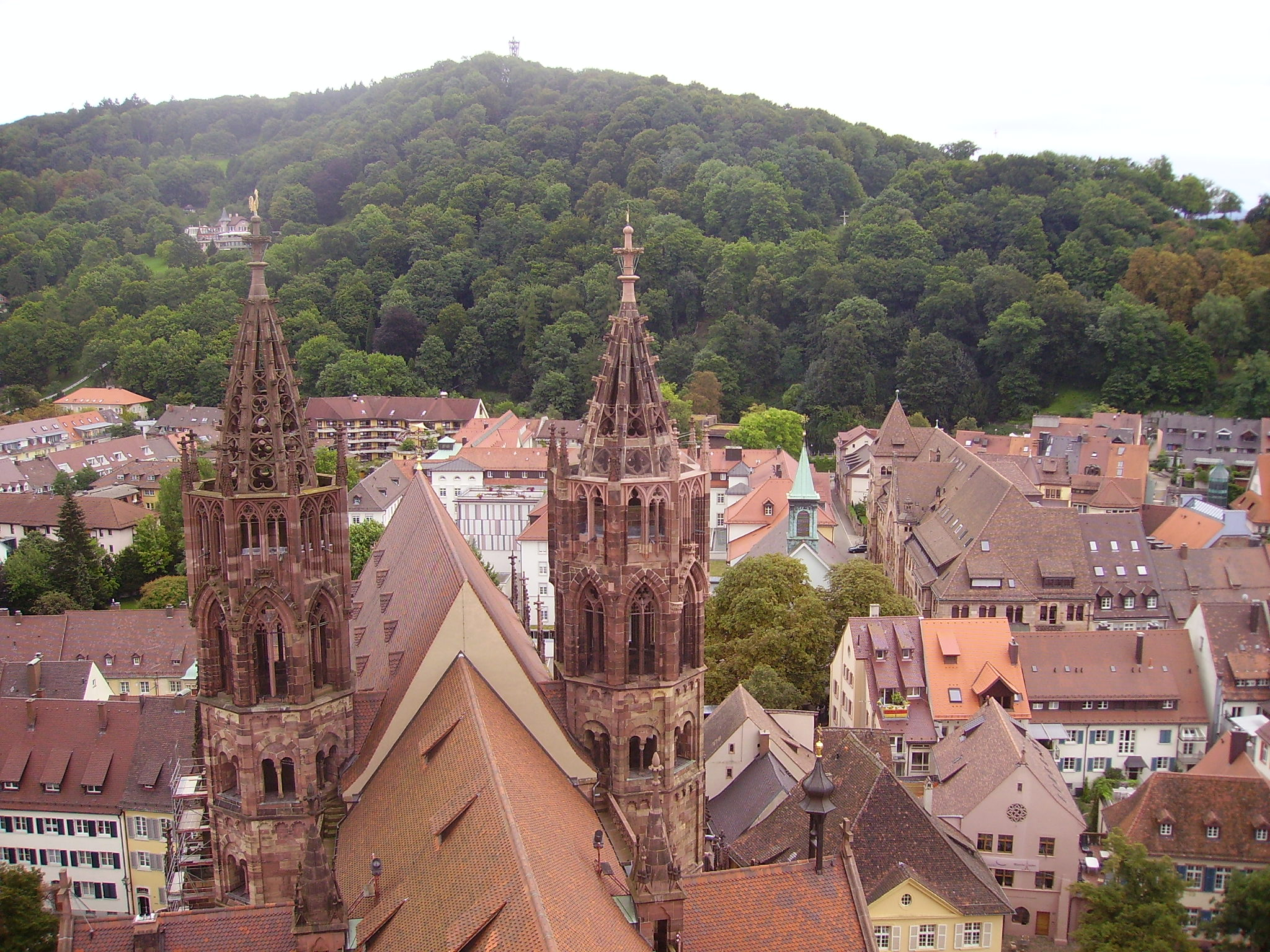
弗赖堡大教堂的二级尖顶
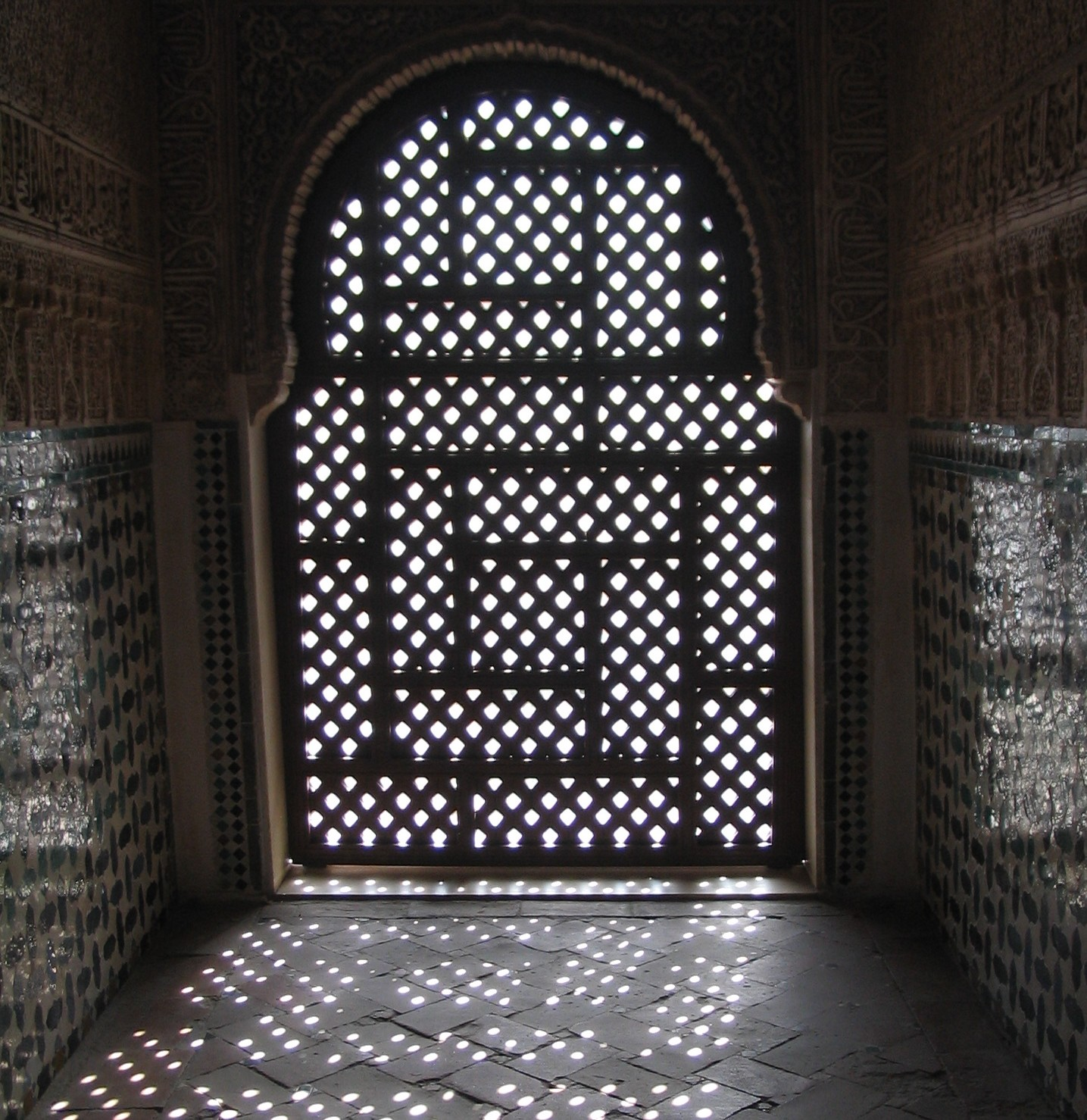
阿尔罕布拉宫的窗户
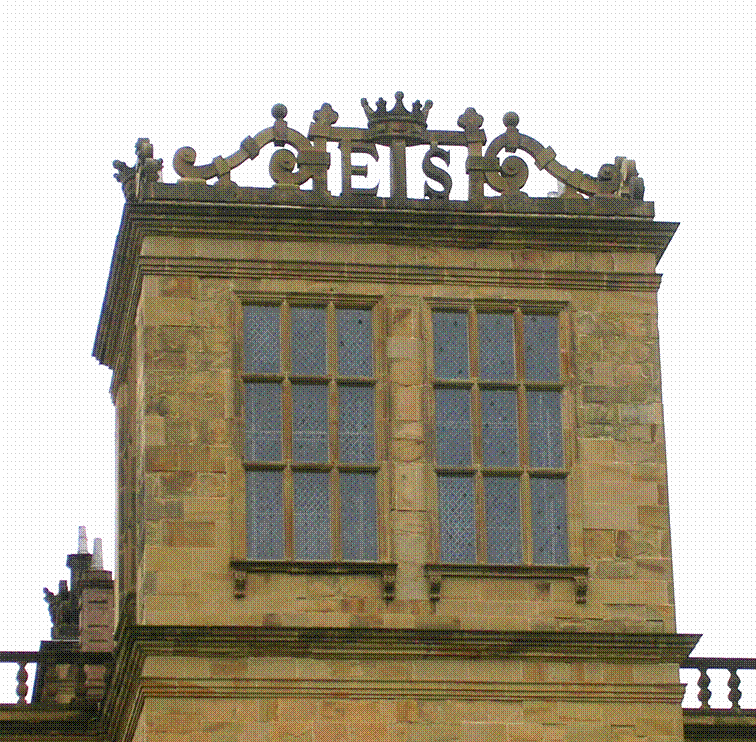
哈德威克庄园，英格兰
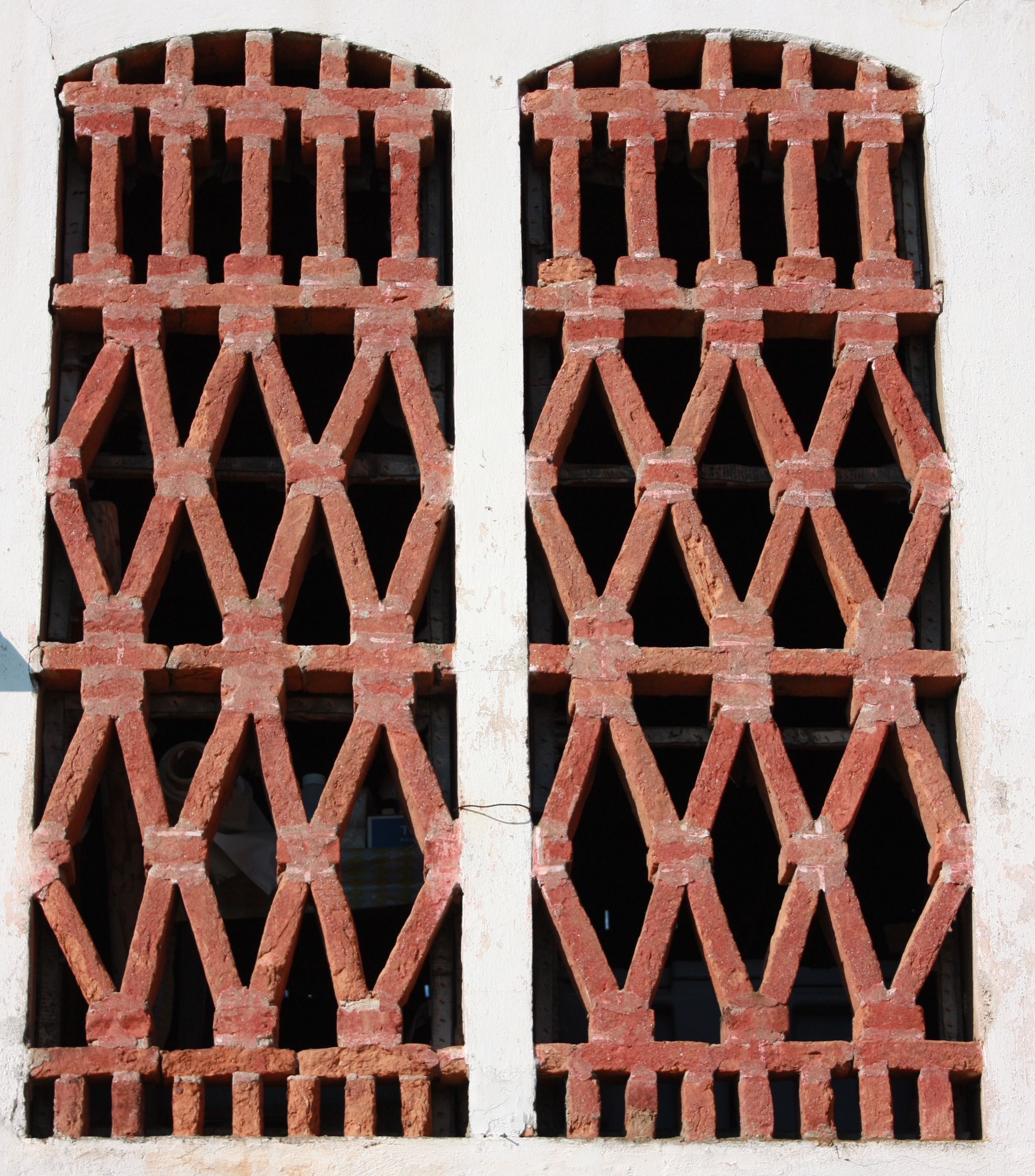
1590年代奥地利谷仓的砖窗
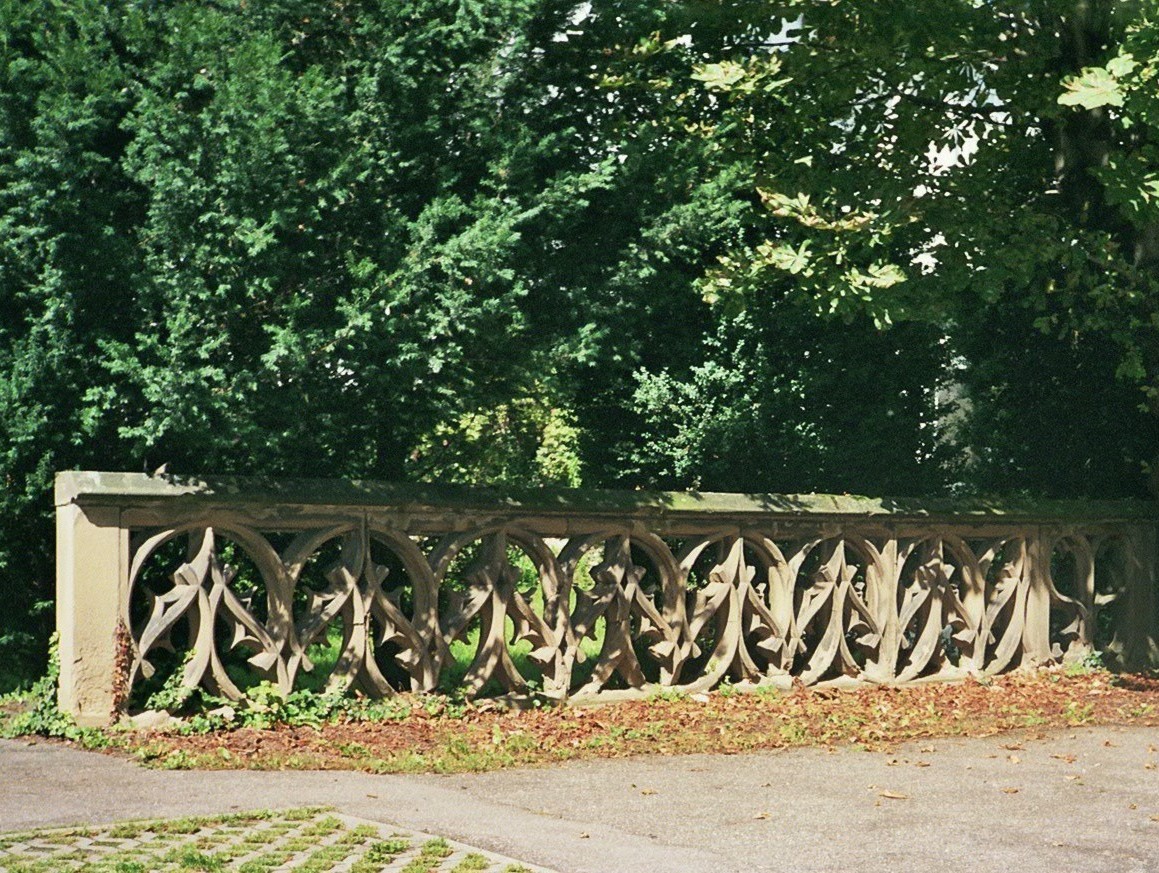
德国哥特式复古栏杆
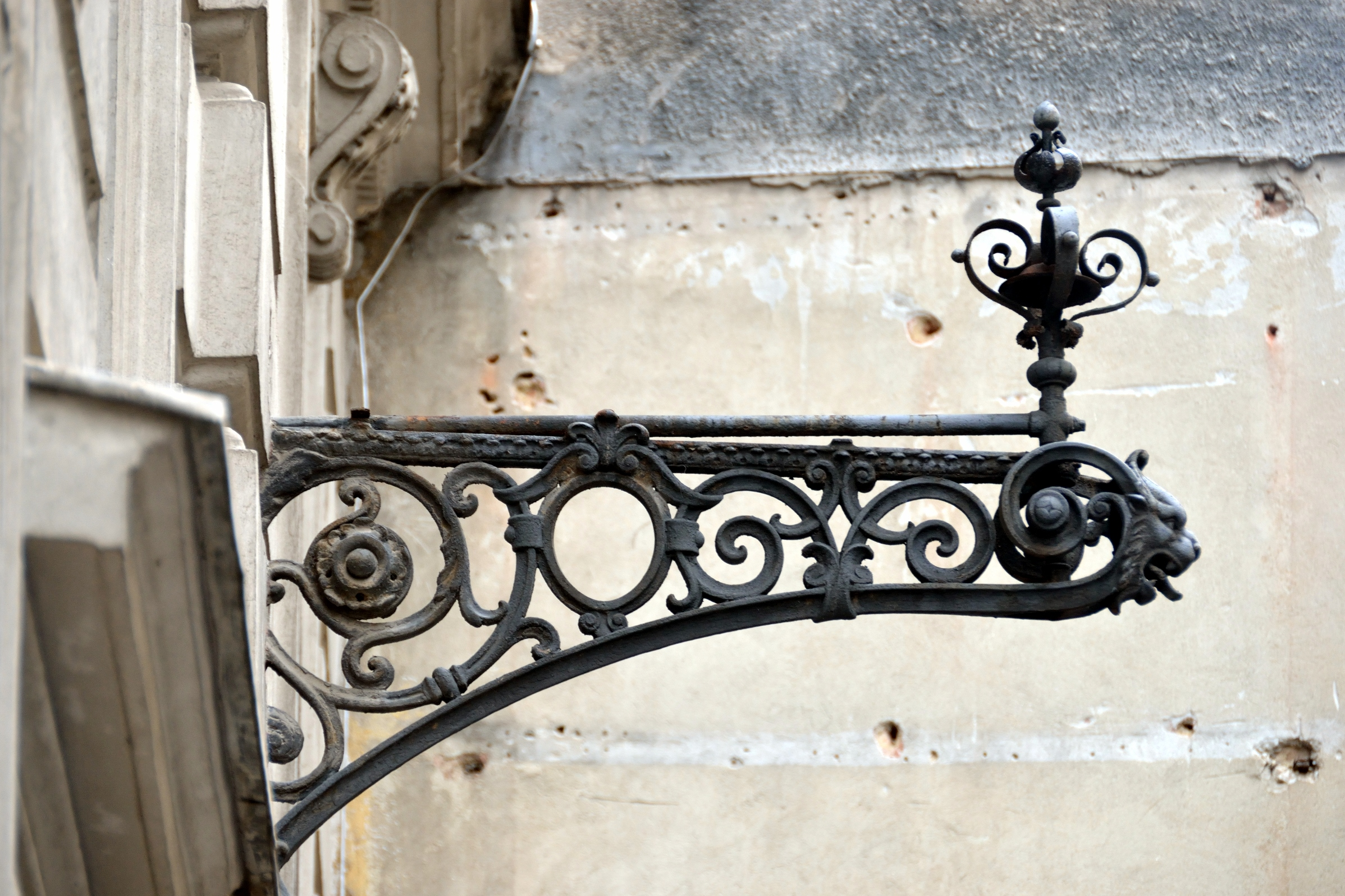
煤气灯的铸铁支架，维也纳